# Lịch sử hành chính Tây Ninh
Tây Ninh là một tỉnh thuộc vùng Đông Nam Bộ, miền Nam Việt Nam. Tây Ninh nằm ở biên giới miền Tây Nam của Việt Nam, có chung đường biên giới quốc tế trên bộ với Campuchia, 5 trong tổng số 9 đơn vị hành chính cấp huyện giáp với Campuchia, bao gồm: Tân Châu, Tân Biên, Châu Thành, Bến Cầu và Trảng Bàng.
Tỉnh Tây Ninh có 9 đơn vị hành chính cấp huyện, trong đó có 1 thành phố, 2 thị xã và 6 huyện. Tổng diện tích toàn tỉnh 4.028,2 km2, với dân số 1.066.400 người (Theo điều tra dân số năm 2009) và mật độ dân cư trung bình 264 người/km2. Mật độ phân bố không đồng đều giữa các đơn vị hành chính cấp huyện, mật độ cao nhất là thị xã Hoà Thành đạt 1.699 người/km và thấp nhất là huyện Tân Biên đạt 109 người/km2.

## Thời kỳ Pháp thuộc và Nhật thuộc

### Năm 1897
Toàn tỉnh Tây Ninh được chia thành 10 tổng:
1. Tổng Băng Chrum có 2 làng: Bang Chrum Srey, Prey toch
2. Tổng Chơn Bà Đen có 4 làng: Cà Nhum, Ké-dol, Rừng, Thung
3. Tổng Giai Hóa có 6 làng: Ninh Điền, Long Chữ, Long Giang, Long Khánh, Long Thuận, Tiên Thuận
4. Tổng Hòa Ninh có 7 làng: Đông Tác, Hòa Hiệp, Hòa Hội, Hảo Đước, Ninh Thạnh, Thái Bình, Thanh Điền
5. Tổng Hàm Ninh Hạ có 6 làng: An Tịnh, An Hòa, Gia Lộc, Gia Bình, Lộc Hưng, Phước Chỉ
6. Tổng Hàm Ninh Thượng có 4 làng: Đôn Thuận, Hiệp Ninh, Lộc Ninh, Phước Hội
7. Tổng Khán Xuyên có 8 làng: Cà Khụp, Chrot-sre, Đây Xoài, Dôt Bò, Prey-chêt, Pra-ba-miết, Phụm-xoài, Ta-pang-ro-bon
8. Tổng Mỹ Ninh có 5 làng: An Thạnh, Lợi Thuận, Phước Thạnh, Phước Lưu, Thanh Phước
9. Tổng Triêm Hóa có 5 làng: Cẩm Giang, Hiệp Thạnh, Phước Trạch, Thạnh Đức, Trường Hòa
10. Tổng Ta-bel-yul có 3 làng: Tà-nốt, Tapăn-prey, Tapăn brồ-sốc

### Năm 1939
Tỉnh Tây Ninh được chia thành 2 quận:
1. Quận Thái Bình có 7 tổng với 42 làng:
1. Tổng Hòa Ninh có 9 làng: Đông Tác, Hảo Đước, Hòa Hiệp, Hòa Hội, Long Thành, Ninh Thạnh, Thái Bình, Thanh Điền, Trí Bình
2. Tổng Hàm Ninh Thượng có 4 làng: Đôn Thuận, Hiệp Ninh, Lộc Ninh, Phước Hội
3. Tổng Giai Hóa có 6 làng: Long Chữ, Long Giang, Long Khánh, Long Thuận, Ninh Điền, Tiên Thuận
4. Tổng Khán Xuyên có 5 làng: Chót-sra, Đây Xoài, Phum Xoài, Praha Miệt, Tapang Robon
5. Tổng Bang-chrum có 2 làng: Bang-chrum-sray, Prey toch
6. Tổng Tabel-Yul có 3 làng: Tà Nốt, Tapang-prey, Tapang-prosốc
7. Tổng Chơn Bà Đen có 3 làng: Cà Nhum, Ké-dol, Rừng, Thung

2. Quận Trảng Bàng có 3 tổng với 17 làng:
1. Tổng Hàm Ninh Hạ có 6 làng: An Hòa, An Tịnh, Gia Bình, Gia Lộc, Lộc Hưng, Phước Chỉ
2. Tổng Mỹ Ninh có 6 làng: An Thạnh, Bình Thạnh, Lợi Thuận, Phước Lưu, Phước Thạnh, Thanh Phước
3. Tổng Triêm Hóa có 5 làng: Cẩm Giang, Hiệp Thạnh, Phước Trạch, Thạnh Đức, Trường Hòa

## Giai đoạn 1954 - 1975

### Về phíaQuốc gia Việt NamvàViệt Nam Cộng hòa

#### TỉnhMộc Hóa- TỉnhKiến Tường
Ngày 17 tháng 2 năm 1956, Tổng thống Việt Nam Cộng hòa ban hành Sắc lệnh số 21-NV. Theo đó, thành lập một tỉnh lấy tên là tỉnh Mộc Hóa. Tỉnh Mộc Hóa, gồm: quận Mộc Hóa (hiện thuộc tỉnh Tân An); phần đất quận Thủ Thừa (hiện thuộc tỉnh Tân An) ở phía Tây Bắc Kinh Thủ Thừa; phần đất tỉnh Sadec ở phía đông bắc kinh Vĩnh Hạ – Mỹ Tho và kinh số 4 nối dài; phần đất tỉnh Mỹ Tho ở phía bắc một ranh giới ấn định như sau: Kinh số 4 nối dài, Kinh số 4 đến Vàm kinh Tổng Đốc Lộc – Kinh Tổng Đốc Lộc đến Vàm Kinh Thương Mãi – Kinh Thương Mãi. Trụ sở tỉnh Mộc Hóa đặt tại Mộc Hóa.
Ngày 22 tháng 10 năm 1956, Tổng thống Việt Nam Cộng hòa ban hành Sắc lệnh số 143-NV. Theo đó, tỉnh Kiến Tường (tỉnh lỵ Mộc Hóa). Tên cũ: Mộc Hóa.
Ngày 24 tháng 4 năm 1957, Bộ trưởng Nội vụ Việt Nam Cộng hòa ban hành Nghị định số 136-BNV/HC/NĐ. Theo đó, tỉnh Kiến Tường (tỉnh lỵ Mộc Hóa), gồm các đơn vị hành chánh kể sau đây:
| Đơn vị hành chánh của tỉnh Kiến Tường | Đơn vị hành chánh của tỉnh Kiến Tường                   | Đơn vị hành chánh của tỉnh Kiến Tường                                                                                         |
| STT                                   | Quận                                                    | Tổng, xã |
| ------------------------------------- | ------------------------------------------------------- | --- |
| 1                                     | Châu Thành (trước thuộc Tân An, quận lỵ xã Tuyên Thạnh) | - Tổng Thanh Hòa Hạ, gồm các xã: Bình Hiệp, Tuyên Thạnh, Bình Hòa Thôn, Phong Phú, Thuận Nghĩa Hòa, Tân Lập, Thanh Hòa.       |
| 2                                     | Tuyên Bình (trước thuộc Tân An, quận lỵ xã Tuyên Bình)  | - Tổng Thanh Hòa Thượng, gồm các xã: Hưng Điền, Thái Bình Trung, Bình Thành Thôn, Vĩnh Thạnh, Tuyên Bình, Vĩnh Lợi, Vĩnh Trị. |
| 3                                     | Ấp Bắc (trước thuộc Tân An, quận lỵ xã Tân Hòa)         | - Tổng Ninh Hòa, gồm các xã: Nhơn Ninh, Tân Hòa, Thủy Đông, Tân Đông.                                                         |
| Cộng: 3 quận, 3 tổng, 18 xã.          |                                                         | |

Ngày 7 tháng 6 năm 1958, Bộ trưởng Nội vụ Việt Nam Cộng hòa ban hành Nghị định số 290-BNV/HC/NĐ. Theo đó, tỉnh Kiến Tường (tỉnh lỵ Mộc Hóa), gồm các đơn vị hành chánh kể sau:
| Đơn vị hành chánh của tỉnh Kiến Tường | Đơn vị hành chánh của tỉnh Kiến Tường       | Đơn vị hành chánh của tỉnh Kiến Tường |
| STT                                   | Quận                                        | Tổng, xã |
| ------------------------------------- | ------------------------------------------- | --- |
| 1                                     | Châu Thành Mộc Hóa (quận lỵ xã Tuyên Thạnh) | - Tổng Mộc Hóa Hạ, gồm các xã: Tuyên Thạnh, Tân Lập. - Tổng Mộc Hóa Thượng, gồm các xã: Bình Hòa Thôn, Bình Hiệp (mới thành lập), Thạnh Trị. |
| 2                                     | Kiến Bình (quận lỵ xã Tân Hòa)              | - Tổng Kiến Bình Đông, gồm các xã: Tân Bình (xã này mới thành lập), Tân Hòa, Thạnh Hòa. - Tổng Kiến Bình Tây, gồm các xã: Nhơn Ninh, Nhơn Hòa (xã này mới thành lập). - Tổng Mỹ Bình Hạ, gồm các xã: Tân Đông, Thuỷ Đông, Thạnh Phước (xã này mới thành lập). - Tổng Mỹ Bình Thượng, gồm các xã: Thuận Nghĩa Hòa, Phong Phú, Thạnh Phú (xã này mới thành lập). |
| 3                                     | Tuyên Bình (quận lỵ xã Tuyên Bình)          | - Tổng Tuyên Bình Hạ, gồm các xã: Tuyên Bình, Vĩnh Lợi. - Tổng Tuyên Bình Thượng, gồm các xã: Vĩnh Thạnh, Vĩnh Trị, Hưng Điền. - Tổng Tuyên Bình Trung, gồm các xã: Bình Thành Thôn, Thái Bình Trung. |
| Tổng cộng: 3 quận, 9 tổng, 23 xã.     |                                             | |

Ngày 18 tháng 12 năm 1958, Tổng thống Việt Nam Cộng hòa ban hành Sắc lệnh số 567-NV. Theo đó, ranh giới giữa hai tỉnh Kiến Phong và Kiến Tường được sửa đổi lại như sau: Từ điểm A theo ranh cũ của xã Hưng Điền, quận Tuyên Bình, tỉnh Kiến Tường đến điểm B; Từ điểm B theo ranh cũ giữa hai tỉnh Kiến Phong và Kiến Tường tới điểm C là giao độ ranh giới giữa hai tổng Tân Bình, quận Hồng Ngự và Phong Thạnh Thượng, quận Thanh Bình, tỉnh Kiến Phong; Từ điểm C vạch thẳng một đường song song, cách hai cây số, với kinh Phước Xuyên tới điểm D gặp ranh cũ giữa hai tỉnh Kiến Phong và Kiến Tường.
Ngày 10 tháng 3 năm 1959, Tổng thống Việt Nam Cộng hòa ban hành Sắc lệnh số 57-NV. Theo đó, thành lập tại tỉnh Kiến Tường một quận mới lấy tên là Tuyên Nhơn, quận lỵ đặt tại địa điểm xã Thủy Đông. Địa giới quận Tuyên Nhơn gồm có 2 tổng và 6 xã kể tên sau đây: tổng Mỹ Bình Thượng, gồm các xã: Thuận Nghĩa Hòa, Phong Phú, Thạnh Phú và tổng Mỹ Bình Hạ, gồm các xã: Tân Đông, Thủy Đông, Thạnh Phước.
Ngày 28 tháng 7 năm 1961, Tổng thống Việt Nam Cộng hòa ban hành Nghị định số 725-NV. Theo đó, dời quận lỵ quận Tuyên Bình, tỉnh Kiến Tường, hiện đặt tại xã Thái Bình Trung đến xã Bình Thành Thôn.
Ngày 8 tháng 2 năm 1963, Tổng thống Việt Nam Cộng hòa ban hành Nghị định số 140-NV. Theo đó, tách một phần đất của xã Nhơn Ninh, thuộc tổng Kiến Bình Tây, quận Kiến Bình, tỉnh Kiến Tường, lập thành một xã mới lấy tên là xã Trị Pháp.
Ngày 4 tháng 7 năm 1963, Tổng thống Việt Nam Cộng hòa ban hành Nghị định số 529-NV. Theo đó, địa điểm dinh điền Bình Hòa Thôn và phần đất phụ cận, thuộc xã Bình Hiệp, quận Châu Thành Mộc Hóa, tỉnh Kiến Tường, nay được sáp nhập vào xã Thạnh Trị cùng quận.
Ngày 4 tháng 7 năm 1963, Tổng thống Việt Nam Cộng hòa ban hành Nghị định số 532-NV. Theo đó, địa điểm dinh điền Thái Trị gồm thêm các phần đất của xã Vĩnh Trị, Hưng Điền, Thái Bình Trung và Bình Thành Thôn, được lập thành xã Thái Trị đặt thuộc tổng Tuyên Bình Trung, quận Tuyên Bình, tỉnh Kiến Tường.
Ngày 15 tháng 12 năm 1964, Tổng trưởng Nội vụ Việt Nam Cộng hòa ban hành Nghị định số 1624-BNV/NC. Theo đó, thành lập tại tổng Kiến Bình Tây, quận Kiến Bình, tỉnh Kiến Tường, một xã mới lấy tên là xã Bắc Hòa. Địa phận xã Bắc Hòa, gồm có các địa điểm dinh điền Thận Cần, Hưng Nhượng, Nhơn Hòa, Kinh Nhà Thờ, thêm một phần đất phụ cận của các xã Nhơn Hòa, Tuyên Thạnh và Tân Lập.
Ngày 19 tháng 8 năm 1970, Thủ tướng Chính phủ Việt Nam Cộng hòa ban hành Nghị định số 868-NĐ/NV. Theo đó, sáp nhập xã Bắc Hòa thuộc quận Kiến Bình, tỉnh Kiến Tường vào quận Châu Thành Mộc Hóa cùng tỉnh.
Ngày 27 tháng 3 năm 1973, Thủ tướng Chính phủ Việt Nam Cộng hòa ban hành Nghị định số 302-NĐ/NV. Theo đó, dời quận lỵ Tuyên Nhơn tỉnh Kiến Tường từ xã Thủy Đông đến xã Thạnh Phước.
Ngày 12 tháng 7 năm 1974, Thủ tướng Chính phủ Việt Nam Cộng hòa ban hành Sắc lệnh số 162-SL/NV. Theo đó, chuyển một phần lãnh thổ xã Trị Pháp, quận Kiến Bình, tỉnh Kiến Tường về quận Hậu Mỹ tỉnh Định Tường mới lập.

#### TỉnhChợ Lớn- TỉnhTân An- TỉnhLong An
Ngày 17 tháng 2 năm 1956, Tổng thống Việt Nam Cộng hòa ban hành Sắc lệnh số 21-NV. Theo đó, chuyển quận Mộc Hóa (hiện thuộc tỉnh Tân An); phần đất quận Thủ Thừa (hiện thuộc tỉnh Tân An) ở phía Tây Bắc Kinh Thủ Thừa về tỉnh Mộc Hóa mới lập.
Ngày 22 tháng 10 năm 1956, Tổng thống Việt Nam Cộng hòa ban hành Sắc lệnh số 143-NV. Theo đó, tỉnh Long An (tỉnh lỵ Tân An). Tên cũ: Chợ Lớn + Tân An.
Ngày 24 tháng 4 năm 1957, Bộ trưởng Nội vụ Việt Nam Cộng hòa ban hành Nghị định số 132-BNV/HC/NĐ. Theo đó, tỉnh Long An (tỉnh lỵ Tân An), gồm các đơn vị hành chánh kể sau đây:
| Đơn vị hành chánh của tỉnh Long An  | Đơn vị hành chánh của tỉnh Long An                      | Đơn vị hành chánh của tỉnh Long An |
| STT                                 | Quận                                                    | Tổng, xã |
| ----------------------------------- | ------------------------------------------------------- | --- |
| 1                                   | Bến Lức (trước thuộc Chợ Lớn, quận lỵ Long Phú)         | - Tổng Long Hưng Hạ, gồm các xã: Mỹ Yên, An Thạnh, Long Phú, Thanh Hà, Tân Bửu, Long Hiệp, Phước Lợi, Lương Hòa. - Tổng An Ninh Trung, gồm các xã: Thạnh Lợi, Bình Đức, Bình Nhựt, Bình Chánh. |
| 2                                   | Đức Hòa (trước thuộc Chợ Lớn, quận lỵ Đức Hòa)          | - Tổng Cầu An Thượng, gồm có các xã: Lộc Giang, An Ninh, Hiệp Hòa, Tân Phú Thượng, Tân Mỹ, Đức Lập (trước thuộc Chợ Lớn), Bình Hòa, Mỹ Thạnh Đông, Mỹ Quí (ba xã này trước thuộc Mộc Hóa). - Tổng Cầu An Hạ, gồm có các xã: Нòa Khánh, Đức Hòa, Mỹ Hạnh, Hựu Thạnh. |
| 3                                   | Cần Đước (trước đây thuộc tỉnh Chợ Lớn, quận lỵ Tân Ân) | - Tổng Lộc Thành Thượng, gồm các xã: Long Định, Lang Cang, Phước Vân, Long Khê, Long Hòa, Long Trạch. - Tổng Lộc Thành Trung, gồm các xã: Long Sơn, Tân Trạch, Mỹ Lệ, Tân Lân. - Tổng Lộc Thành Hạ, gồm các xã: Phước Tuy, Tân Ân, Tân Chánh, Phước Đông, Long Hựu, Lý Nhơn (xã này trước thuộc Vũng Tàu) |
| 4                                   | Cần Giuộc (trước thuộc Chợ Lớn, quận lỵ Trường Bình)    | - Tổng Phước Điền Thượng, gồm các xã: Phước Lý, Long Thượng, Phước Hậu. - Tổng Phước Điền Trung, gồm các xã: Long An, Thuận Thành, Phước Lâm, Mỹ Lộc, Tân Kim, Trường Bình. - Tổng Phước Điền Hạ, gồm các xã: Long Phụng, Đông Thạnh, Tân Tập, Phước Vĩnh Tây, Phước Vĩnh Đông, Phước Lại. - Tổng Dương Hòa Hạ, gồm các xã: Long Đức Đông, Long Hậu Tây (trước thuộc Chợ Lớn), Nhơn Đức, Phú Lễ, Hiệp Phước, Bình Khánh, An Thới Đông, Tam Thôn Hiệp, Long Đức (trước thuộc Gia Định). |
| 5                                   | Châu Thành (trước thuộc Tân An, quận lỵ Bình Lập)       | - Tổng Tân Thạnh, gồm các xã: An Vĩnh Ngãi, Bình Lập, Bình Quới, Bình Tâm, Hòa Phú, Vĩnh Công. - Tổng Thạnh Mục Thượng, gồm các xã: Hiệp Thạnh, Dương Xuân Hội, Long Trì, Phú Ngãi Trị, Phước Tân Hưng. - Tổng Thanh Mục Hạ, gồm các xã: An Lục Long, Thuận Mỹ, Thanh Phú Long, Thanh Vĩnh Đông. |
| 6                                   | Thủ Thừa (quận lỵ Bình Phong Thạnh)                     | - Tổng An Ninh Thượng, gồm các xã: Bình Phong Thạnh, Hướng Thọ Phú, Nhị Bình, Lợi Bình Nhơn, Khánh Hậu (trước thuộc Tân An). - Tổng Cửu Cư Thượng, gồm các xã: Bình Thành, Long Ngãi Thuận, Mỹ Lạc Thạnh, Mỹ An Phú (trước thuộc Mộc Hóa). |
| 7                                   | Tân Trụ (trước thuộc Tân An, quận lỵ Tân Trụ)           | - Tổng An Ninh Hạ, gồm các xã: An Nhựt Tân, Quê Mỹ Thạnh, Nhơn Thạnh Trung, Mỹ Bình, Lạc Tấn (Lạc Bình và Tấn Đức cũ), Bình Trinh Đông. - Tổng Cửu Cư Hạ, gồm các xã: Bình Tịnh, Bình Lãng, Nhựt Ninh, Triêm Đức, Tân Trụ, Tân Phước Tây. |
| Tổng cộng: 7 quận, 18 tổng, 101 xã. |                                                         | |

Ngày 30 tháng 8 năm 1957, Bộ trưởng Nội vụ Việt Nam Cộng hòa ban hành Nghị định số 279-BNV/HC/NĐ. Theo đó, sửa đổi về phần quận Cần Đước và quận Cần Giuộc, tỉnh Long An:
| Đơn vị hành chánh của tỉnh Long An | Đơn vị hành chánh của tỉnh Long An                       | Đơn vị hành chánh của tỉnh Long An |
| STT                                | Quận                                                     | Tổng, xã |
| ---------------------------------- | -------------------------------------------------------- | --- |
| 1                                  | Cần Đước (trước thuộc Chợ Lớn, quận lỵ tại Tân Ân)       | - Tổng Lộc Thành Thượng, gồm các xã: Long Định, Long Cang, Phước Vân, Long Khê, Long Hòa, Long Trạch. - Tổng Lộc Thành Trung, gồm các xã: Long Sơn, Tân Trạch, Mỹ Lệ, Tân Lân. - Tổng Lộc Thành Hạ, gồm các xã: Phước Tuy, Tân Ân, Tân Chánh, Phước Đông, Long Hựu. |
| 2                                  | Cần Giuộc (trước thuộc Chợ Lớn, quận lỵ tại Trường Bình) | - Tổng Phước Điền Thượng, gồm các xã: Phước Lý, Long Thượng, Phước Hậu. - Tổng Phước Điền Trung, gồm các xã: Long An, Thuận Thành, Phước Lâm, Mỹ Lộc, Tân Kim, Trường Bình. - Tổng Phước Điền Hạ, gồm các xã: Long Phụng, Đông Thạnh, Tân Tập, Phước Vĩnh Tây, Phước Vĩnh Đông, Phước Lại. - Tổng Dương Hòa Hạ, gồm các xã: Long Đức Đông, Long Hậu Tây (trước thuộc Chợ Lớn), Nhơn Đức, Phú Lễ, Hiệp Phước, Long Đức (trước thuộc Gia Định). - Tổng An Thịt, gồm các xã: Bình Khánh, An Thới Đông, Tam Thôn Hiệp (trước thuộc Gia Định), Lý Nhơn (trước thuộc Vũng Tàu). |

Ngày 5 tháng 10 năm 1957, Bộ trưởng Nội vụ Việt Nam Cộng hòa ban hành Nghị định số 306-BNV/HC. Theo đó, bãi bỏ tổng Phước Điền Thượng, quận Cần Giuộc, tỉnh Long An. Xã Phước Lý, Long Thượng và xã Phước Hậu thuộc tổng Phước Điền Thượng nay sáp nhập vào tổng Phước Điền Trung thuộc quận Cần Giuộc, tỉnh Long An.
Ngày 5 tháng 6 năm 1958, Bộ trưởng Nội vụ Việt Nam Cộng hòa ban hành Nghị định số 288-BNV/HC/P6. Theo đó, sáp nhập xã Phú Lễ thuộc tổng Dương Hòa Hạ, quận Cần Giuộc, tỉnh Long An vào xã Long Hậu Tây, cùng tổng, cùng quận, cùng tỉnh. Xã mới nầy lấy tên là Long Phú Tây.
Ngày 3 tháng 10 năm 1958, Tổng thống Việt Nam Cộng hòa ban hành Nghị định số 356-BNV/HC/P7/NĐ. Theo đó, quận Châu Thành tỉnh Long An đổi tên là quận Bình Phước. Quận lỵ đặt tại xã Dương Xuân Hội (Chợ Tầm Vu).
Ngày 5 tháng 12 năm 1958, Tổng thống Việt Nam Cộng hòa ban hành Nghị định số 678-BNV/HC/P7/NĐ. Theo đó, tổng Cầu An Thượng và tổng Cầu An Hạ thuộc quận Đức Hòa, tỉnh Long An nay được đổi tên là tổng Đức An Thượng và tổng Đức An Hạ.
Ngày 9 tháng 1 năm 1959, Tổng thống Việt Nam Cộng hòa ban hành Sắc lệnh số 6-NV. Theo đó, sáp nhập vào tỉnh Phước Tuy, vùng Rừng Sát gồm các xã Bình Khánh, An Thới Đông, Tam Thôn Hiệp, Lý Nhơn, thuộc tổng Dương Hòa Hạ, quận Cần Giuộc, tỉnh Long An.
Ngày 3 tháng 3 năm 1959, Tổng thống Việt Nam Cộng hòa ban hành Sắc lệnh số 48-NV. Theo đó, thành lập tại tỉnh Long An một quận mới lấy tên là Đức Huệ, quận lỵ đặt tại xã Mỹ Quí. Địa giới quận Đức Huệ gồm có: xã Mỹ Quí, xã Mỹ Thạnh Đông, xã Bình Hòa (nguyên thuộc quận Đức Hòa) và một phần xã Bình Thành (nguyên thuộc quận Thủ Thừa).
Ngày 14 tháng 4 năm 1959, Tổng thống Việt Nam Cộng hòa ban hành Nghị định số 477-BNV/NC/8. Theo đó, sáp nhập ấp Bình Yên Đông và Bình Quân thuộc xã Lợi Bình Nhơn quận Thủ Thừa tỉnh Long An vào xã Bình Lập thuộc quận Bình Phước cùng tỉnh.
Ngày 31 tháng 8 năm 1961, Tổng thống Việt Nam Cộng hòa ban hành Sắc lệnh số 191-NV. Theo đó, sáp nhập vào quận Nhà Bè tỉnh Gia Định một phần đất phía bắc quận Cần Giuộc tỉnh Long An gồm có: xã Nhơn Đức, xã Long Đức, một phần đất xã Hiệp Phước và một phần đất xã Long Phú Tây (xã Phú Lễ cũ).
Ngày 14 tháng 2 năm 1962, Tổng thống Việt Nam Cộng hòa ban hành Nghị định số 89-BNV/NC/8. Theo đó, sáp nhập một phần đất ngày của 2 ấp Bình Cự và Nhân Thượng thuộc xã Lợi Bình Nhơn, quận Thủ Thừa, tỉnh Long An vào xã Bình Lập thuộc quận Bình Phước cũng tỉnh.
Ngày 7 tháng 2 năm 1963, Tổng thống Việt Nam Cộng hòa ban hành Nghị định số 131-TTP/VP. Theo đó, quận Cần Đước thuộc tỉnh Long An nay đổi tên là Cần Đức. Quận Cần Giuộc thuộc tỉnh Long An nay đổi tên là Thanh Đức.
Ngày 15 tháng 10 năm 1963, Tổng thống Việt Nam Cộng hòa ban hành Sắc lệnh số 124-NV. Theo đó, chuyển các quận Đức Hòa và Đức Huệ của tỉnh Long An về Hậu Nghĩa mới lập.
Ngày 15 tháng 3 năm 1965, Thủ tướng Chính phủ Việt Nam Cộng hòa ban hành Nghị định số 407-NV. Theo đó, sáp nhập vào quận Bình Chánh tỉnh Gia Định vùng đất phía Đông Bắc Kinh Ngang thuộc xã Tân Bửu, quận Bến Lức, tỉnh Long An.
Ngày 17 tháng 11 năm 1965, Chủ tịch Ủy ban Hành pháp Trung ương Việt Nam Cộng hòa ban hành Nghị định số 1990-NV. Theo đó, đổi lại như cũ tên hai quận kể sau thuộc tỉnh Long An: quận Cần Đức đổi thành quận Cần Đước, quận Thanh Đức đổi thành quận Cần Giuộc.
Ngày 7 tháng 1 năm 1967, Chủ tịch Ủy ban Hành pháp Trung ương Việt Nam Cộng hòa ban hành Nghị định số 40-NĐ/ĐUHC. Theo đó, thành lập tại tỉnh Long An một quận mới lấy tên là quận Rạch Kiến, quận lỵ đặt tại xã Long Hòa. Quận Rạch Kiến, gồm 9 xã: xã Long Hòa (trước thuộc quận Cần Đước và nay, gồm thêm 2 ấp Thuận Tây (xã Thuận Thành) và Phước Thuận (xã Phước Lâm) của quận Cần Giuộc); các xã: Long Cang, Long Định, Long Khê, Phước Vân, Long Trạch, Long Sơn, Tân Trạch (tám xã này trước thuộc quận Cần Đước); xã Phước Lý (trước thuộc quận Cần Giuộc).

#### TỉnhTây Ninh
Ngày 22 tháng 10 năm 1956, Tổng thống Việt Nam Cộng hòa ban hành Sắc lệnh số 143-NV. Theo đó, tỉnh Tây Ninh (tỉnh lỵ Tây Ninh). Tên cũ: Tây Ninh.
Ngày 3 tháng 1 năm 1957, Bộ Nội vụ Việt Nam Cộng hòa ban hành Nghị định số 1-BNV/HC/NĐ. Theo đó, tỉnh Tây Ninh (tỉnh lỵ Tây Ninh) gồm các đơn vị hành chánh kể sau đây:
| Đơn vị hành chánh của tỉnh Tây Ninh | Đơn vị hành chánh của tỉnh Tây Ninh | Đơn vị hành chánh của tỉnh Tây Ninh |
| STT                                 | Quận                                | Tổng, xã |
| ----------------------------------- | ----------------------------------- | --- |
| 1                                   | Châu Thành, quận lỵ Thái Hiệp Thạnh | - Tổng Hòa Ninh, gồm các xã: Thái Hiệp Thạnh, Thái Bình, Đông Tác, Ninh Thạnh, Trí Bình, Thanh Điền, Ninh Điền, Long Vĩnh, Hòa Hội, Hảo Đước, Hòa Hiệp. - Tổng Hàm Ninh Thượng, gồm các xã: Hiệp Ninh, Long Thành, Cẩm Giang, Trường Hòa, Phước Hội, Lộc Ninh. - Tổng Khăn Xuyên, gồm các xã: Phụm Xoài, Tapang Robon, Prahamiệt, Đây Xoài, Tà Nốt. - Tổng Tabalyul, gồm các xã: Tapangpresec, Tapangprey. - Tổng Chơn Bà Đen, gồm các xã: Kedel, Ca Nhung, Rùng. - Tổng Bang Chrum, gồm các xã: Bangchrumsray, Preytech. |
| 2                                   | Gò Dầu Hạ, quận lỵ Thanh Phước      | - Tổng Mỹ Ninh, gồm các xã: An Thạnh, Bình Thạnh, Lợi Thuận, Phước Lưu, Phước Thạnh, Thanh Phước. - Tổng Triêm Hóa, gồm các xã: Hiệp Thạnh, Phước Trạch, Thạnh Đức, Thuận Lợi. - Tổng Giai Hóa, gồm các xã: Chót Sre, Long Chữ, Long Khánh, Long Giang, Long Thuận, Tiên Thuận. |
| 3                                   | Trảng Bàng, quận lỵ Gia Lộc         | - Tổng Hàm Ninh Hạ, gồm các xã: Gia Lộc, An Hòa, An Tịnh, Đôn Thuận, Gia Bình, Lộc Hưng, Phước Chỉ. |
| Tổng cộng: 3 quận, 10 tổng, 52 xã.  |                                     | |

Ngày 28 tháng 3 năm 1957, Bộ trưởng Nội vụ Việt Nam Cộng hòa ban hành Nghị định số 103-BNV/HC/NĐ. Theo đó, bãi bỏ ba tổng: Khăn Xuyên, Tabalyul và Bang Chrum thuộc địa hạt quận Châu Thành, tỉnh Tây Ninh. Xã Cả Nhung, Rùng, Bang Chrumsray và Prey Toch được sáp nhập vào xã Kêdol, thuộc tổng Chơn Bà Đen quận Châu Thành Tây Ninh. Tổng Chơn Bà Đen gồm tám xã: Kêdol (xã cũ của tổng), xã Phụm Xoài, Tapang Robon, Prahamiet, Đây Xoài, Tà Nốt (trước đây thuộc Khăn Xuyên), xã Tapangprosoc, Tapangprey (trước đây thuộc tổng Tabalyul).
Ngày 26 tháng 11 năm 1957, Bộ trưởng Nội vụ Việt Nam Cộng hòa ban hành Nghị định số 343-BNV/HC/NĐ. Theo đó, sáp nhập xã Đông Tác vào xã Thái Hiệp Thạnh thuộc quận Châu Thành, tỉnh Tây Ninh.
Ngày 4 tháng 3 năm 1958, Bộ trưởng Nội vụ Việt Nam Cộng hòa ban hành Nghị định số 52-BNV/NC/NĐ. Theo đó, các tổng, xã thuộc tỉnh Tây Ninh kê dưới đây được sửa tên lại như sau:
- Quận Châu Thành: Tổng Chon Bà Đen đổi tên là tổng Lộc An. Xã Tanot đổi tên là xã Phước Hòa. Xã Tapanprey đổi tên là xã Phước An. Xã Tapangprosoc đổi tên là xã Phước Vinh. Xã Dây Xoài đổi tên là xã Phước Lộc. Xã Piahamiet đối tên là xã Phước Lợi. Xã Phụm Xoài đối tên là xã Phước Trường. Xã Tapang Robon đối tên là xã Phước Tân. Xã Kedol đổi tên là xã Tân Hưng.
- Quận Gò Dầu Hạ: Xã Chotsre đổi tên là xã Long An.

Ngày 1 tháng 7 năm 1958, Bộ trưởng Nội vụ Việt Nam Cộng hòa ban hành Nghị định số 355-BNV/HC/NĐ. Theo đó, tỉnh Tây Ninh (tỉnh lỵ Tây Ninh) gồm các đơn vị hành chánh kể sau:
| Đơn vị hành chánh của tỉnh Tây Ninh | Đơn vị hành chánh của tỉnh Tây Ninh | Đơn vị hành chánh của tỉnh Tây Ninh |
| STT                                 | Quận                                | Tổng, xã |
| ----------------------------------- | ----------------------------------- | --- |
| 1                                   | Châu Thành, quận lỵ Thái Hiệp Thạnh | - Tổng Hòa Ninh, gồm các xã: Thái Hiệp Thạnh, Thái Bình, Vĩnh Thạnh, Trí Bình, Thanh Điền, Hòa Hội, Long Vĩnh, Ninh Điền, Phước Tân (Tabang Robon cũ), Phước Trường (Phạm Xoài cũ). - Tổng Hàm Ninh Thượng, gồm các xã: Hiệp Ninh, Long Thành, Cẩm Giang, Trường Hòa, Phước Hội, Lộc Ninh. - Tổng Lộc An, gồm các xã: Tân Hưng, Tân Hội, Tân Long (các xã này là xã mới thành lập). - Tổng Phước Hưng, gồm các xã: Phước Hòa, Hòa Hiệp, Phước An, Phước Vĩnh, Hảo Đước, Phước Lộc, Phước Lợi. |
| 2                                   | Gò Dầu Hạ, quận lỵ Thanh Phước      | - Tổng Mỹ Ninh, gồm các xã: An Thạnh, Bình Thạnh, Lợi Thuận, Phước Lưu, Phước Thạnh, Thanh Phước. - Tổng Triêm Hóa, gồm các xã: Hiệp Thạnh, Phước Trạch, Thanh Đức, Thuận Lợi. - Tổng Giai Hóa, gồm các xã: Long An, Long Chữ, Long Khánh, Long Giang, Long Thuận, Tiên Thuận. |
| 3                                   | Trảng Bàng, quận lỵ Gia Lộc         | - Tổng Hàm Ninh Hạ, gồm các xã: Gia Lộc, An Hòa, An Tịnh, Đôn Thuận, Gia Bình, Lộc Hưng, Phước Chỉ. |
| Tổng cộng: 3 quận, 8 tổng, 49 xã    |                                     | |

Ngày 17 tháng 4 năm 1959, Tổng thống Việt Nam Cộng hòa ban hành Sắc lệnh số 95-NV. Theo đó, quận Châu Thành Tây Ninh nay được chia làm hai quận: quận Phước Ninh và quận Phú Khương thuộc tỉnh Tây Ninh. Quận lỵ quận Phước Ninh đặt tại Bến Sỏi. Quận lỵ quận Phú Khương đặt tại Suối Đá.
Ngày 18 tháng 5 năm 1959, Tổng thống Việt Nam Cộng hòa ban hành Sắc lệnh số 116-NV. Theo đó, thành lập tại tỉnh Tây Ninh hai quận mới lấy tên là quận Hiếu Thiện và quận Khiêm Hanh. Quận lỵ quận Hiếu Thiện đặt tại Bến Cầu. Quận lỵ quận Khiêm Hanh đặt tại Bàu Đồn.
Ngày 29 tháng 11 năm 1960, Bộ trưởng Nội vụ Việt Nam Cộng hòa ban hành Nghị định số 1567-BNV/NC8/NĐ. Theo đó, tỉnh Tây Ninh (tỉnh lỵ Tây Ninh) gồm các đơn vị hành chánh sau đây:
| Đơn vị hành chánh của tỉnh Tây Ninh | Đơn vị hành chánh của tỉnh Tây Ninh | Đơn vị hành chánh của tỉnh Tây Ninh |
| STT                                 | Quận                                | Tổng, xã |
| ----------------------------------- | ----------------------------------- | --- |
| 1                                   | Phú Khương, quận lỵ Suối Đá         | - Tổng Hàm Ninh Thượng, gồm các xã: Phước Hội, Thái Hiệp Thạnh, Ninh Thạnh, Hiệp Ninh, Long Thành, Cẩm Giang, Trường Hòa, Lộc Ninh. - Tổng Lộc An, gồm các xã: Tân Hưng, Tân Hội, Tân Long.                                                      |
| 2                                   | Phước Ninh, quận lỵ Bến Sỏi         | - Tổng Hòa Ninh, gồm các xã: Thái Bình, Trí Bình, Thanh Điền, Hòa Hội, Long Vĩnh, Ninh Điền, Phước Tân, Phước Trường. - Tổng Phước Hưng, gồm các xã: Phước Hòa, Hòa Hiệp, Phước An, Phước Vinh, Hảo Đước, Phước Lộc, Phước Lợi.                  |
| 3                                   | Hiếu Thiện, quận lỵ Xóm Giữa        | - Tổng Mỹ Ninh, gồm các xã: Phước Lưu, Bình Thạnh, Phước Chỉ, An Thạnh, Lợi Thuận. - Tổng Giai Hóa, gồm các xã: Tiên Thuận, Long Thuận, Long Giang, Long Khánh, Long Chữ, Long An.                                                               |
| 4                                   | Khiêm Hanh, quận lỵ Bàu Đồn         | - Tổng Triêm Hóa, gồm các xã: Thuận Lợi, Thạnh Đức, Hiệp Thạnh, Phước Trạch. - Tổng Thanh Bình (tổng mới thành lập), gồm các xã: Phước Thạnh, Thanh Phước, Đôn Thuận, Gia Bình. - Tổng Hàm Ninh, gồm các xã: Lộc Hưng, Gia Lộc, An Hòa, An Tịnh. |
| Tổng cộng: 4 quận, 9 tổng, 49 xã.   |                                     | |

Ngày 13 tháng 7 năm 1961, Tổng thống Việt Nam Cộng hòa ban hành Nghị định số 666-NV. Theo đó, thành lập tại tỉnh Tây Ninh một quận mới, lấy tên là quận Phú Đức, quận lỵ đặt tại Trảng Bàng.
| Đơn vị hành chánh của tỉnh Tây Ninh | Đơn vị hành chánh của tỉnh Tây Ninh    | Đơn vị hành chánh của tỉnh Tây Ninh |
| STT                                 | Quận                                   | Tổng, xã |
| ----------------------------------- | -------------------------------------- | --- |
| 1                                   | Phú Đức                                | 1 tổng, 5 xã - Tổng Hàm Ninh Hạ với các xã Gia Bình, Lộc Hưng, Gia Lộc, An Hòa, An Tịnh (trước thuộc quận Khiêm Hanh). |
| 2                                   | Hiếu Thiện (quận lỵ đặt tại Gò Dầu Hạ) | 3 tổng, 15 xã: - Tổng Mỹ Ninh, gồm 5 xã: Phước Lưu, Bình Thạnh, Phước Chỉ, An Thạnh, Lợi Thuận. - Tổng Giai Hóa, gồm 6 xã: Tiên Thuận, Long Thuận, Long Giang, Long Khánh, Long Chữ, Long An. - Tổng Triêm Hóa (trước thuộc quận Khiêm Hanh) gồm 4 xã: Thạnh Đức, Hiệp Thạnh, Phước Trạch, Thạnh Phước. |
| 3                                   | Khiêm Hanh (quận lỵ đặt tại Bàu Đồn)   | 1 tổng, 5 xã: - Tổng Thanh Bình gồm các xã: Thuận Lợi, Phước Thạnh, Đôn Thuận, Cầu Khởi và Bến Cũi (hai xã này mới thành lập). |

Ngày 7 tháng 2 năm 1963, Tổng thống Việt Nam Cộng hòa ban hành Nghị định số 132-NV. Theo đó, sáp nhập hai ấp Mỏ Công và Bình Lương thuộc xã Thái Bình, quận Phước Ninh, tỉnh Tây Ninh, vào xã Hảo Đước cùng quận. Xã Hảo Đước nay gọi là là xã Thiện Ngôn.
Ngày 14 tháng 3 năm 1963, Tổng thống Việt Nam Cộng hòa ban hành Sắc lệnh số 21-NV. Theo đó, sáp nhập xã Bến Củi, thuộc quận Khiêm Hanh, tỉnh Tây Ninh, vào quận Trị Tâm, tỉnh Bình Dương.
Ngày 15 tháng 10 năm 1963, Tổng thống Việt Nam Cộng hòa ban hành Sắc lệnh số 124-NV. Theo đó, chuyển quận Phú Đức của tỉnh Tây Ninh về tỉnh Hậu Nghĩa mới lập.
Ngày 22 tháng 9 năm 1964, Thủ tướng Chính phủ Việt Nam Cộng hòa ban hành Nghị định số 1813-NV. Theo đó, dời quận lỵ quận Phú Khương tỉnh Tây Ninh đến chợ Long Hoa (xã Long Thành).
Ngày 21 tháng 4 năm 1965, Thủ tướng Chính phủ Việt Nam Cộng hòa ban hành Nghị định số 641-NV. Theo đó, dời quận lỵ Phước Ninh trước ở Bến Sỏi đến ngã ba Tầm Long (xã Trí Bình).
Ngày 20 tháng 1 năm 1967, Chủ tịch Ủy ban Hành pháp Trung ương Việt Nam Cộng hòa ban hành Sắc lệnh số 14-SL/ĐUHC. Theo đó, sáp nhập xã Bến Củi, quận Trị Tâm, tỉnh Bình Dương trở lại thuộc quận Khiêm Hanh, tỉnh Tây Ninh.
Ngày 10 tháng 2 năm 1972, Thủ tướng Chính phủ Việt Nam Cộng hòa ban hành Nghị định số 143-NĐ/NV. Theo đó, dời văn phòng quận Phú Khương tỉnh Tây Ninh từ xã Long Thành đến Mít Một thuộc xã Thái Hiệp Thạnh.

#### TỉnhHậu Nghĩa
Ngày 15 tháng 10 năm 1963, Tổng thống Việt Nam Cộng hòa ban hành Sắc lệnh số 124-NV. Theo đó, thành lập tại Miền Đông Nam Phần một tỉnh mới đặt tên là tỉnh Hậu Nghĩa, tỉnh lỵ đặt tại Bàu Trai nay gọi là Khiêm Cương. Địa giới của tỉnh Hậu Nghĩa gồm có:
| Đơn vị hành chánh của tỉnh Hậu Nghĩa | Đơn vị hành chánh của tỉnh Hậu Nghĩa                             | Đơn vị hành chánh của tỉnh Hậu Nghĩa |
| STT                                  | Quận                                                             | Tổng, xã |
| ------------------------------------ | ---------------------------------------------------------------- | --- |
| 1                                    | Phú Đức [trước thuộc tỉnh Tây Ninh], quận lỵ đặt tại Trảng Bàng  | 1 tổng, 6 xã - Tổng Hàm Ninh Hạ, gồm các xã: Lộc Hưng, Gia Lộc, An Hòa, An Tịnh, Gia Bình, Lộc Giang (xã này trước thuộc quận Đức Hòa, tỉnh Long An).                           |
| 2                                    | Củ Chi [trước thuộc tỉnh Bình Dương], quận lỵ đặt tại Tân An Hội | 1 tổng, 6 xã: - Tổng Long Tuy Hạ, gồm các xã: Tân An Hội, Phước Hiệp, Thái Mỹ, Trung Lập, Phước Vĩnh Ninh (xã này trước thuộc tổng Long Tuy Thượng quận Củ Chi), Tân Phú Trung. |
| 3                                    | Đức Huệ [trước thuộc tỉnh Long An], quận lỵ đặt tại Mỹ Quý       | - Các xã: Mỹ Quý, Mỹ Thạnh Đông, Bình Hòa. |
| 4                                    | Đức Hòa [trước thuộc tỉnh Long An], quận lỵ đặt tại Đức Hòa      | 2 tổng, 9 xã: - Tổng Đức An Thượng, gồm có các xã: An Ninh, Hiệp Hòa, Tân Phú Thượng, Tân Mỹ, Đức Lập. - Tổng Đức An Hạ, gồm có các xã: Hòa Khánh, Đức Hòa, Mỹ Hạnh, Hựu Thạnh. |

Ngày 15 tháng 12 năm 1964, Tổng trưởng Nội vụ Việt Nam Cộng hòa ban hành Nghị định số 1626-BNV/NC/6. Theo đó, sáp nhập vào quận Đức Huệ tỉnh Hậu Nghĩa, 3 xã An Ninh, Hiệp Hòa và Tân Mỹ nguyên thuộc tổng Đức An Thượng, quận Đức Hòa cùng tỉnh. Quận lỵ Đức Huệ trước đặt tại xã Mỹ Quí nay được dời đến xã Hiệp Hòa nói trên.
Ngày 16 tháng 2 năm 1965, Tổng trưởng Nội vụ Việt Nam Cộng hòa ban hành Nghị định số 184-BNV/NC/6. Theo đó, quận Phú Đức tỉnh Hậu Nghĩa nay được đổi lại tên cũ là quận Trảng Bàng.
Ngày 15 tháng 3 năm 1965, Thủ tướng Chính phủ Việt Nam Cộng hòa ban hành Nghị định số 407-NV. Theo đó, sáp nhập vào quận Bình Chánh tỉnh Gia Định ấp Lý Văn Mạnh, thuộc xã Đức Hòa, quận Đức Hòa, tỉnh Hậu Nghĩa.
Ngày 2 tháng 3 năm 1972, Tổng trưởng Nội vụ Việt Nam Cộng hòa ban hành Nghị định số 132-BNV/HCĐP/X/NĐ. Theo đó, thành lập một xã mới lấy tên là xã Tân Thông, thuộc quận Củ Chi, tỉnh Hậu Nghĩa. Địa phận xã Tân Thông là địa phận của ấp Tân Thông cũ, nguyên thuộc xã Tân An Hội, quận Củ Chi.

## Giai đoạn 1975 - 2025

### TỉnhTây Ninh

#### ThờiCộng hòa miền Nam Việt Nam(1975 - 1976)
Sau ngày 30 tháng 4 năm 1975, tỉnh Tây Ninh tổ chức lại hành chính, gồm thị xã Tây Ninh và 7 huyện: Bến Cầu, Châu Thành, Dương Minh Châu, Gò Dầu, Phú Khương, Tân Biên, Trảng Bàng.
Cuối năm 1978, quân đội Khmer Đỏ ở Campuchia do Pol Pot cầm đầu đã huy động hàng chục nghìn binh sĩ tiến đánh Tây Ninh, mở đầu cho cuộc chiến tranh biên giới Việt Nam - Campuchia, gây ra các vụ thảm sát đối với nhân dân ta, hàng chục triệu dân Việt Nam nằm sát biên giới bị toán lính Khmer Đỏ giết chết, hàng chục nghìn người bị mất nhà cửa. Tỉnh này cùng với tỉnh An Giang là hai địa phương chịu nhiều thiệt hại nhất do các cuộc càn quét của quân đội Khmer Đỏ.

#### Năm 1979: Quyết định số 115-CP
- Quyết định số 115-CP[50] ngày 14 tháng 3 năm 1979 của Hội đồng Chính phủ về việc đổi tên huyện Phú Khương, tỉnh Tây Ninh thành huyện Hòa Thành:
- Huyện Phú Khương, huyện Hòa Thành

1. Đổi tên huyện Phú Khương thuộc tỉnh Tây Ninh thành huyện Hòa Thành.

#### Năm 1979: Quyết định số 143-CP
- Quyết định số 143-CP[51] ngày 4 tháng 4 năm 1979 của Hội đồng Bộ trưởng về việc điều chỉnh địa giới, đổi tên xã thuộc huyện Hòa Thành, tỉnh Tây Ninh:
- Huyện Hòa Thành

1. Chia xã Long Thành thành các xã Long Thành Bắc, Long Thành Trung, Long Thành Nam và thị trấn Hòa Thành.
  1. Xã Long Thành Bắc gồm có các thôn Long Tân, Long Thới, Long Mỹ và Long Đại.
  2. Xã Long Thành Trung gồm có các thôn Long Kim, Long Thới, Long Trung và Long Chí.
  3. Xã Long Thành Nam gồm có các thôn Long Hải, Long Bình, Long Khương, Long Yên và Long Chi.
2. Chia xã Hiệp Ninh thành xã Hiệp Ninh và xã Hiệp Tân.
  1. Xã Hiệp Ninh gồm có các thôn Hiệp Bình, Hiệp Lễ, Hiệp Nghĩa và Hiệp Thạnh.
  2. Xã Hiệp Tân gồm có các thôn Hiệp Trường, Hiệp Hòa, Hiệp An, Hiệp Long và Hiệp Định.
3. Chia xã Ninh Thạnh thành xã Ninh Thạnh và xã Ninh Sơn.
  1. Xã Hiệp Ninh gồm có các thôn Hiệp Bình, Hiệp Lễ, Hiệp Nghĩa và Hiệp Thạnh.
  2. Xã Hiệp Tân gồm có các thôn Hiệp Trường, Hiệp Hòa, Hiệp An, Hiệp Long và Hiệp Định.
4. Chia xã Trường Hòa thành bxã Trường Hòa, xã Trường Đông và xã Trường Tây.
  1. Xã Trường Hòa gồm có các thôn Trường Thọ, Trường Cửu, Trường Xuân và Trường Thiện.
  2. Xã Trường Đông gồm có các thôn Trường Lưu, Trường Phú, Trường Đức và Trường Ân.
  3. Xã Trường Tây gồm có các thôn Trường Phước, Trường Lộc, Trường Huệ và Trường An.
5. Xã Suối Vàng Cạn đổi tên thành xã Tân Bình.

#### Năm 1981: Quyết định số 93-HĐBT
- Quyết định số 93-HĐBT[52] ngày 26 tháng 9 năm 1981 của Hội đồng Bộ trưởng về việc phân vạch địa giới một số xã thuộc tỉnh Tây Ninh:
- Huyện Tân Biên

1. Thành lập xã Tân Hiệp, xã Thanh Nghĩa và xã Tân Thạnh.
2. Chia xã Trà Vong thành ba xã lấy tên là xã Tân Phong, xã Mỏ Công và xã Trà Vong.

- Huyện Gò Dầu

1. Thành lập xã Phước Đông gồm có ấp Phước Đức của xã Phước Thạnh và các ấp Cây Trắc, Suối Cao của xã Thanh Phước.

- Thị xã Tây Ninh

1. Thành lập xã Bình Minh.

#### Năm 1989: Quyết định số 48-HĐBT
- Quyết định số 48-HĐBT[53] ngày 13 tháng 5 năm 1989 của Hội đồng Bộ trưởng về việc phân vạch địa giới hành chính các huyện Tân Biên, Dương Minh Châu và thành lập huyện Tân Châu thuộc tỉnh Tây Ninh:
- Huyện Tân Biên, huyện Dương Minh Châu, huyện Tân Châu

1. Tách các xã Tân Phú, Thạnh Đông, Thạnh Nghĩa, Tân Thạnh, Tân Hội, Tân Đông, Tân Hưng, Tân Hiệp của huyện Tân Biên và tách 6.580 hécta diện tích tự nhiên với 4.247 nhân khẩu của vùng kinh tế mới Tân Thành cùng với 1.700 hécta diện tích tự nhiên và 4.577 nhân khẩu của vùng kinh tế mới Suối Dây của huyện Dương Minh Châu để thành lập huyện Tân Châu.
  1. Huyện Tân Châu có các xã Tân Hưng, Tân Phú, Thạnh Nghĩa, Thạnh Đông, Tân Thạnh, Tân Hiệp, Tân Hội, Tân Đông và 2 vùng kinh tế mới (Tân Thành, Suối Dây) với 95.118 hécta diện tích tự nhiên và 46.131 nhân khẩu. Địa giới huyện Tân Châu ở phía đông giáp tỉnh Sông Bé; phía tây giáp huyện Tân Biên; phía nam giáp huyện Hòa Thành và Dương Minh Châu; phía bắc giáp nước Cộng hòa Nhân dân Căm-pu-chia.
2. Sau khi phân vạch địa giới hành chính:
  1. Huyện Tân Biên có 8 xã: Trà Vong, Mỏ Công, Tân Phong, Thạnh Tây, Thạnh Bình, Tân Bình, Tân Lập, Hoà Hiệp; với 79.387 hécta diện tích tự nhiên và 52.420 nhân khẩu. Địa giới huyện Tân Biên ở phía đông giáp huyện Tân Châu; phía tây và phía bắc giáp huyện Châu Thành và nước Cộng hòa nhân dân Căm-pu-chia; phía nam giáp thị xã Tây Ninh.
  2. Huyện Dương Minh Châu có 10 xã: Suối Đá, Bàu Năng, Cầu Khơi, Lộc Ninh, Phước Ninh, Xã Phan, Chà Là, Truông Mít, Bến Củi, Phước Minh; với 64.720 hécta diện tích tự nhiên và 63.340 nhân khẩu. Địa giới huyện Dương Minh Châu ở phía đông giáp tỉnh Sông Bé; phía tây giáp huyện Hòa Thành; phía nam giáp huyện Gò Dầu và huyện Trảng Bàng; phía bắc giáp huyện Tân Châu.

- Huyện Tân Châu

1. Chia xã Tân Đông (thuộc huyện Tân Châu) thành 2 xã lấy tên là xã Tân Đông và xã Suối Ngô.
  1. Xã Tân Đông (mới) có 19.740 hécta diện tích tự nhiên và 4.612 nhân khẩu. Địa giới xã Tân Đông ở phía đông giáp xã Suối Ngô; phía tây giáp huyện Tân Biên; phía nam giáp xã Tân Hội; phía bắc giáp nước Cộng hòa nhân dân Căm-pu-chia.
2. Thành lập 2 xã mới trên cơ sở vùng kinh tế mới Tân Thành, Suối Dây, lấy tên là xã Tân Thành và xã Suối Dây (thuộc huyện Tân Châu).
  1. Xã Tân Thành có 6.580 hécta diện tích tự nhiên và 4.247 nhân khẩu. Địa giới xã Tân Thành ở phía đông giáp tỉnh Sông Bé; phía tây giáp xã Suối Dây; phía nam giáp huyện Dương Minh Châu; phía bắc giáp xã Suối Ngô.
  2. Xã Suối Dây có 1.700 hécta diện tích tự nhiên và 4.577 nhân khẩu. Địa giới xã Suối Dây ở phía đông giáp xã Tân Thành; phía tây giáp xã Tân Thạnh; phía nam giáp huyện Dương Minh Châu; phía bắc giáp xã Suối Ngô.

#### Năm 1991: Quyết định số 285/QĐ-TCCP
- Quyết định số 285/QĐ-TCCP[54] ngày 28 tháng 5 năm 1991 của Ban Tổ chức - Cán bộ Chính phủ về việc phân vạch, điều chỉnh địa giới một số xã và thành lập thị trấn thuộc huyện Tân Châu, tỉnh Tây Ninh:
- Huyện Tân Châu

1. Thành lập thị trấn Tân Châu (thị trấn huyện lỵ huyện Tân Châu) trên cơ sở tách 466 ha diện tích tự nhiên và 3.448 nhân khẩu của xã Tân Thạnh; 264 ha diện tích tự nhiên và 1.287 nhân khẩu của xã Thạnh Đông.
2. Tách 676 ha diện tích tự nhiên và 1.632 nhân khẩu của xã Thạnh Đông và 738 ha diện tích tự nhiên và 935 nhân khẩu của xã Tân Hội để sáp nhập vào xã Tân Hiệp. Xã Tân Hội còn lại 104,63 km2.
3. Sáp nhập phần còn lại của các xã Thạnh Đông, Tân Thạnh với xã Thạnh Nghĩa để thành lập một xã mới, lấy tên là xã Thạnh Đông.
4. Sau khi phân vạch và điều chỉnh địa giới:
  1. Thị trấn Tân Châu có 730 ha diện tích tự nhiên và 4.735 nhân khẩu. Địa giới thị trấn Tân Châu: phía đông giáp xã Suối Dây; phía tây và phía nam giáp xã Thạnh Đông; phía bắc giáp xã Thạnh Đông.
  2. Xã Thạnh Đông (mới) có 4.159 ha diện tích tự nhiên và 6.776 nhân khẩu. Địa giới xã Thạnh Đông: phía đông giáp thị trấn Tân Châu và xã Suối Dây; phía tây giáp huyện Tân Biên; phía nam giáp xã Tân Phú; phía bắc giáp xã Tân Hiệp.
  3. Xã Tân Hiệp (mới) có 4.034 ha diện tích tự nhiên và 4.548 nhân khẩu. Địa giới xã Tân Hiệp: phía đông giáp xã Suối Ngô; phía tây giáp huyện Tân Biên; phía nam giáp xã Thạnh Đông và thị trấn Tân Châu; phía bắc giáp xã Tân Hội.
  4. Xã Tân Hội (mới) có 10.463 ha diện tích tự nhiên và 5.724 nhân khẩu. Địa giới xã Tân Hội: phía đông giáp xã Tân Đông và xã Suối Dây; phía tây giáp huyện Tân Biên; phía nam giáp xã Tân Hiệp; phía bắc giáp xã Tân Đông.
5. Tách 3.760 ha diện tích tự nhiên và 140 nhân khẩu của xã Suối Ngô để sáp nhập vào xã Suối Dây.
6. Sau khi điều chỉnh địa giới:
  1. Xã Suối Ngô còn 30.332 ha diện tích tự nhiên và 3.751 nhân khẩu. Địa giới xã Suối Ngô: phía đông giáp tỉnh Sông Bé; phía tây giáp xã Tân Đông và xã Suối Dây; phía nam giáp huyện Dương Minh Châu và xã Tân Thành; phía bắc giáp nước Cộng hòa Nhân dân Cam pu chia [Campuchia].
  2. Xã Suối Dây có 10.466 ha diện tích tự nhiên và 5.287 nhân khẩu. Địa giới xã Suối Dây: phía đông giáp xã Tân Thành và xã Suối Ngô; phía tây giáp các xã Thạnh Đông, Tân Hiệp, xã Tân Phú và thị trấn Tân Châu; phía nam giáp huyện Dương Minh Châu; phía bắc giáp xã Tân Đông.
7. Sau khi phân vạch, điều chỉnh địa giới xã, huyện Tân Châu còn lại 10 xã, thị trấn bao gồm thị trấn Tân Châu và các xã: Tân Hưng, Tân Phú, Thạnh Đông, Tân Hiệp, Tân Hội, Tân Đông, Suối Dây, Tân Thành, Suối Ngô.

#### Năm 1992: Quyết định số 618/QĐ-TCCP
- Quyết định số 618/QĐ-TCCP[55] ngày 22 tháng 9 năm 1992 của Ban Tổ chức - Cán bộ Chính phủ về việc thị trấn Tân Biên (huyện lỵ huyện Tân Biên) tỉnh Tây Ninh:
- Huyện Tân Biên

1. Thành lập thị trấn Tân Biên (huyện lỵ huyện Tân Biên) tỉnh Tây Ninh trên cơ sở 780 ha diện tích tự nhiên với 9.559 nhân khẩu của xã Thạnh Tây.
2. Sau khi phân vạch, điều chỉnh địa giới:
  1. Thị trấn Tân Biên có 780 ha diện tích tự nhiên với 9.559 nhân khẩu. Địa giới thị trấn Tân Biên: phía đông; phía tây; phía nam và phía bắc giáp xã Thạnh Tây.
  2. Xã Thạnh Tây còn lại 6.139 ha diện tích tự nhiên với 5.641 nhân khẩu. Địa giới xã Thạnh Tây: phía đông giáp xã Thạnh Bình; phía tây giáp xã Hòa Hiệp, và xã Tân Bình; phía nam giáp xã Tân Phong; phía bắc giáp xã Tân Bình và xã Tân Lập.
3. Huyện Tân Biên (sau khi điều chỉnh địa giới xã) có 9 đơn vị hành chính: bao gồm các xã Tân Lập, Thạnh Tây, Thạnh Bình, Tân Bình, Hòa Hiệp, Tân Phong, Mỏ Công, Trà Vong và thị trấn Tân Biên.

#### Năm 1994: Nghị định số 43-CP
- Nghị định số 43-CP[56] ngày 28 tháng 5 năm 1994 của Chính phủ về việc thành lập xã Tân Hà, xã Tân Hòa thuộc huyện Tân Châu, tỉnh Tây Ninh:
- Huyện Tân Châu

1. Tách ấp Đông Hà thuộc xã Tân Đông để thành lập xã Tân Hà.
  1. Xã Tân Hà có 6.700 hécta diện tích tự nhiên và 3.015 nhân khẩu. Địa giới xã Tân Hà: phía Đông giáp xã Tân Đông; phía Tây giáp xã Tân Lập, huyện Tân Biên; phía Nam giáp xã Tân Hội; phía Bắc giáp biên giới Căm-Pu-Chia.
  2. Xã Tân Đông còn lại 8.300 hécta diện tích tự nhiên với 7.003 nhân khẩu.
2. Tách các ấp 3, 4, 5 thuộc xã Suối Ngô để thành lập xã Tân Hòa.
  1. Xã Tân Hòa trên có 17.708 hécta diện tích tự nhiên với 3.010 nhân khẩu của xã Suối Ngô. Địa giới xã Tân Hòa: phía Đông giáp tỉnh Sông Bé; phía Tây giáp xã Suối Ngô; phía Nam giáp huyện Dương Minh Châu; Phía Bắc giáp biên giới Căm-Pu-Chia.
  2. Xã Suối Ngô còn lại 16.370 hécta diện tích tự nhiên với 4.666 nhân khẩu.

#### Năm 1998: Nghị định số 80/1998/NĐ-CP
- Nghị định số 80/1998/NĐ-CP[57] ngày 30 tháng 9 năm 1998 của Chính phủ về việc thành lập thị trấn và xã thuộc huyện Châu Thành, tỉnh Tây Ninh:
- Huyện Châu Thành

1. Thành lập thị trấn Châu Thành thuộc huyện Châu Thành trên cơ sở điều chỉnh 573 ha diện tích tự nhiên và 7.858 nhân khẩu của xã Trí Bình; 182 ha diện tích tự nhiên và 1.100 nhân khẩu của xã Thái Bình.
  1. Thị trấn Châu Thành có 755 ha diện tích tự nhiên và 8.958 nhân khẩu. Địa giới hành chính thị trấn Châu Thành: Đông và Bắc giáp xã Thái Bình; Tây và Nam giáp xã Trí Bình.
  2. Sau khi điều chỉnh địa giới hành chính:
  3. Xã Trí Bình có 2.034 ha diện tích tự nhiên và 6.696 nhân khẩu.
  4. Xã Thái Bình có 2.898,5 ha diện tích tự nhiên và 10.990 nhân khẩu.
2. Thành lập xã Đồng Khởi thuộc huyện Châu Thành trên 3.471 ha diện tích tự nhiên và 10.791 nhân khẩu của xã Thái Bình.
  1. Địa giới hành chính xã Đồng Khởi: Đông giáp xã Bình Minh (thị xã Tây Ninh); Tây giáp xã Hảo Đước; Nam giáp xã Thái Bình; Bắc giáp xã Trà Vong.
  2. Sau khi điều chỉnh địa giới hành chính xã Thái Bình có 2.898,5 ha diện tích tự nhiên và 10.990 nhân khẩu.

#### Năm 1999: Nghị định số 1/1999/NĐ-CP
- Nghị định số 1/1999/NĐ-CP[58] ngày 13 tháng 1 năm 1999 của Chính phủ về việc thành lập thị trấn huyện lỵ huyện Dương Minh Châu, tỉnh Tây Ninh:
- Huyện Dương Minh Châu

1. Thành lập thị trấn Dương Minh Châu - thị trấn huyện lỵ huyện Dương Minh Châu, tỉnh Tây Ninh trên cơ sở điều chỉnh 465 ha diện tích tự nhiên và 7.985 nhân khẩu của xã Suối Đá cùng huyện.
2. Địa giới hành chính thị trấn Dương Minh Châu: Đông giáp hồ Dầu Tiếng thuộc xã Suối Đá; Tây và Bắc giáp xã Suối Đá; Nam giáp xã Suối Đá và xã Phước Ninh.
3. Sau khi điều chỉnh địa giới hành chính, xã Suối Đá có 32.817 ha diện tích tự nhiên và 9.908 nhân khẩu.

#### Năm 1999: Nghị định số 76/1999/NĐ-CP
- Nghị định số 76/1999/NĐ-CP[59] ngày 20 tháng 8 năm 1999 của Chính phủ về việc thành lập thị trấn Bến Cầu - thị trấn huyện lỵ huyện Bến Cầu, tỉnh Tây Ninh:
- Huyện Bến Cầu

1. Thành lập thị trấn Bến Cầu - thị trấn huyện lỵ huyện Bến Cầu, tỉnh Tây Ninh trên cơ sở 638 ha diện tích tự nhiên và 5.555 nhân khẩu của xã Lợi Thuận.
2. Địa giới hành chính thị trấn Bến Cầu: Đông giáp xã Lợi Thuận; Tây giáp các xã Lợi Thuận, Tiên Thuận; Nam giáp xã Lợi Thuận; Bắc giáp xã Tiên Thuận.
3. Sau khi điều chỉnh địa giới hành chính, xã Lợi Thuận có 4.277,49 ha diện tích tự nhiên và 7.534 nhân khẩu.

#### Năm 2001: Nghị định số 46/2001/NĐ-CP
- Nghị định số 46/2001/NĐ-CP[60] ngày 10 tháng 3 năm 2001 về việc điều chỉnh địa giới hành chính huyện Hòa Thành để mở rộng thị xã Tây Ninh, thành lập phường thuộc thị xã Tây Ninh và lập xã Thạnh Bắc thuộc huyện Tân Biên, tỉnh Tây Ninh:
- Huyện Hòa Thành, thị xã Tây Ninh

1. Điều chỉnh địa giới hành chính mở rộng thị xã Tây Ninh trên cơ sở sáp nhập vào thị xã Tây Ninh toàn bộ diện tích tự nhiên và dân số của các xã: Tân Bình, Ninh Sơn, Ninh Thạnh, Thạnh Tân, Hiệp Ninh và 139 ha diện tích tự nhiên với 7.815 nhân khẩu của xã Hiệp Tây thuộc huyện Hòa Thành.

- Thị xã Tây Ninh

1. Thành lập phường IV thuộc thị xã Tây Ninh trên cơ sở 139 ha diện tích tự nhiên và 7.815 nhân khẩu của xã Hiệp Tân (phần điều chỉnh vào thị xã); 49 ha diện tích tự nhiên và 3.408 nhân khẩu của xã Hiệp Ninh.
  1. Phường IV có 188 ha diện tích tự nhiên và 11.223 nhân khẩu. Địa giới hành chính phường IV: Đông giáp huyện Hòa Thành; Tây giáp phường III; Nam giáp huyện Hòa Thành; Bắc giáp phường Hiệp Ninh.
2. Thành lập phường Hiệp Ninh thuộc thị xã Tây Ninh trên cơ sở 331 ha diện tích tự nhiên và 17.728 nhân khẩu còn lại của xã Hiệp Ninh.
  1. Địa giới hành chính phường Hiệp Ninh: Đông giáp xã Ninh Thạnh; Tây giáp phường III và phường I; Nam giáp phường IV và huyện Hòa Thành; Bắc giáp xã Ninh Sơn và Ninh Thạnh.
3. Sau khi điều chỉnh địa giới hành chính huyện Hòa Thành để mở rộng thị xã Tây Ninh và thành lập các phường thuộc thị xã:
  1. Thị xã Tây Ninh có 13.965 ha diện tích tự nhiên và 112.893 nhân khẩu, gồm 10 đơn vị hành chính trực thuộc: phường I, phường II, phường III, phường IV, phường Hiệp Ninh và các xã: Bình Minh, Tân Bình, Ninh Thạnh, Ninh Sơn và Thạnh Tân. Địa giới hành chính thị xã Tây Ninh sau khi mở rộng: Đông giáp huyện Dương Minh Châu; Tây giáp huyện Châu Thành; Nam giáp huyện Hòa Thành; Bắc giáp huyện Tân Biên và huyện Tân Châu.
  2. Huyện Hòa Thành còn lại 8.816 ha diện tích tự nhiên và 129.040 nhân khẩu, có 8 đơn vị hành chính trực thuộc là các xã: Long Thành Nam, Long Thành Trung, Long Thành Bắc, Trường Tây, Trường Đông, Trường Hòa, Hiệp Tân và thị trấn Hòa Thành. Huyện Hòa Thành còn lại 8.816 ha diện tích tự nhiên và 129.040 nhân khẩu, có 8 đơn vị hành chính trực thuộc là các xã: Long Thành Nam, Long Thành Trung, Long Thành Bắc, Trường Tây, Trường Đông, Trường Hòa, Hiệp Tân và thị trấn Hòa Thành.
  3. Xã Hiệp Tân thuộc huyện Hòa Thành còn lại 485 ha diện tích tự nhiên và 8.635 nhân khẩu.

- Huyện Tân Biên

1. Thành lập xã Thạnh Bắc thuộc huyện Tân Biên trên cơ sở 9.164 ha diện tích tự nhiên và 2.960 nhân khẩu của xã Thạnh Bình.
  1. Địa giới hành chính xã Thạnh Bắc: Đông giáp huyện Tân Châu; Tây giáp xã Thạnh Tây; Nam giáp xã Thạnh Bình; Bắc giáp xã Tân Lập.
  2. Sau khi điều chỉnh địa giới hành chính thành lập xã Thạnh Bắc, xã Thạnh Bình còn lại 11.500 ha diện tích tự nhiên và 8.404 nhân khẩu.

#### Năm 2004: Nghị định số 21/2004/NĐ-CP
- Nghị định 21/2004/NĐ-CP[61] ngày 12 tháng 1 năm 2004 của Chính phủ về việc thành lập xã thuộc huyện Châu Thành, Trảng Bàng và điều chỉnh địa giới hành chính các huyện Dương Minh Châu, Tân Châu tỉnh Tây Ninh:
- Huyện Châu Thành

1. Thành lập xã An Bình thuộc huyện Châu Thành trên cơ sở 2.221 ha diện tích tự nhiên và 6.485 nhân khẩu của xã Thanh Điền.
  1. Địa giới hành chính xã An Bình: Đông giáp xã Thanh Điền; Tây giáp xã Trí Bình; Nam giáp xã Ninh Điền; Bắc giáp xã Thái Bình.
  2. Sau khi điều chỉnh địa giới hành chính thành lập xã An Bình, xã Thanh Điền còn lại 2.421 ha diện tích tự nhiên và 13.536 nhân khẩu.
2. Thành lập xã An Cơ thuộc huyện Châu Thành trên cơ sở 3.673 ha diện tích tự nhiên và 9.988 nhân khẩu của xã Hảo Đước.
  1. Địa giới hành chính xã An Cơ: Đông giáp xã Đồng Khởi; Tây giáp xã Phước Vinh; Nam giáp xã Hảo Đước; Bắc giáp huyện Tân Biên.
  2. Sau khi điều chỉnh địa giới hành chính thành lập xã An Cơ, xã Hảo Đước còn lại 3.650 ha diện tích tự nhiên và 8.350 nhân khẩu.

- Huyện Trảng Bàng

1. Thành lập xã Hưng Thuận thuộc huyện Trảng Bàng trên cơ sở 1.681 ha diện tích tự nhiên và 2.636 nhân khẩu của xã Lộc Hưng, 2.606 ha diện tích tự nhiên và 6.281 nhân khẩu của xã Đôn Thuận.
  1. Xã Hưng Thuận có 4.287 ha diện tích tự nhiên và 8.917 nhân khẩu. Địa giới hành chính xã Hưng Thuận: Đông giáp thành phố Hồ Chí Minh; Tây giáp xã Đôn Thuận; Nam giáp xã Lộc Hưng; Bắc giáp xã Đôn Thuận và tỉnh Bình Dương.
  2. Sau khi điều chỉnh địa giới hành chính thành lập xã Hưng Thuận:
  3. Xã Lộc Hưng còn lại 4.326 ha diện tích tự nhiên và 15.892 nhân khẩu.
  4. Xã Đôn Thuận còn lại 6.228 ha diện tích tự nhiên và 10.357 nhân khẩu.

- Huyện Dương Minh Châu, huyện Tân Châu

1. Chuyển 7.433 ha diện tích tự nhiên và 1.104 nhân khẩu (các ấp Tà Dơ, Đồng Kèn) của xã Suối Đá thuộc huyện Dương Minh Châu về xã Tân Thành thuộc huyện Tân Châu quản lý.
2. Chuyển 7.930 ha diện tích tự nhiên và 1.775 nhân khẩu (ấp Suối Bà Chiêm) của xã Suối Đá thuộc huyện Dương Minh Châu về xã Tân Hòa thuộc huyện Tân Châu quản lý.
3. Sau khi điều chỉnh địa giới hành chính:
  1. Huyện Dương Minh Châu còn lại 43.451 ha diện tích tự nhiên và 100.047 nhân khẩu.
  2. Xã Suối Đá thuộc huyện Dương Minh Châu còn lại 12.669 ha diện tích tự nhiên và 13.968 nhân khẩu.
  3. Huyện Tân Châu có 111.112 ha diện tích tự nhiên và 101.915 nhân khẩu.
  4. Xã Tân Thành thuộc huyện Tân Châu có 14.503 ha diện tích tự nhiên và 9.061 nhân khẩu.
  5. Xã Tân Hòa thuộc huyện Tân Châu có 26.232 ha diện tích tự nhiên và 5.690 nhân khẩu.

#### Năm 2013: Nghị quyết số 135/NQ-CP
- Nghị quyết số 135/NQ-CP[62] ngày 29 tháng 12 năm 2013 của Chính phủ về việc thành lập phường Ninh Sơn, Ninh Thạnh thuộc thị xã Tây Ninh và thành lập thành phố Tây Ninh, tỉnh Tây Ninh:
- Thị xã Tây Ninh

1. Thành lập phường Ninh Sơn trên cơ sở toàn bộ 2.534,8 ha diện tích tự nhiên, 20.991 nhân khẩu của xã Ninh Sơn.
  1. Phường Ninh Sơn có 2.534,8 ha diện tích tự nhiên và 20.991 nhân khẩu. Địa giới hành chính phường Ninh Sơn: Đông giáp phường Ninh Thạnh; Tây giáp phường 1 và xã Bình Minh; Nam giáp phường Hiệp Ninh; Bắc giáp xã Tân Bình và xã Thạnh Tân.
2. Thành lập phường Ninh Thạnh trên cơ sở toàn bộ 1.519,11 ha diện tích tự nhiên, 15.376 nhân khẩu của xã Ninh Thạnh.
  1. Phường Ninh Thạnh có 1.519,11 ha diện tích tự nhiên và 15.376 nhân khẩu. Địa giới hành chính phường Ninh Thạnh: Đông giáp xã Bàu Năng và xã Phan, huyện Dương Minh Châu; Tây giáp phường Hiệp Ninh và phường Ninh Sơn, thành phố Tây Ninh; Nam giáp xã Long Thành Bắc và thị trấn Hòa Thành, huyện Hòa Bình; Bắc giáp phường Ninh Sơn, thành phố Tây Ninh.

- Thị xã Tây Ninh, thành phố Tây Ninh

1. Thành lập thành phố Tây Ninh trên cơ sở toàn bộ 14.000,81 ha diện tích tự nhiên, 153.537 nhân khẩu, 10 đơn vị hành chính cấp xã của thị xã Tây Ninh.
2. Thành phố Tây Ninh có 14.000,81 ha diện tích tự nhiên, 153.537 nhân khẩu, 10 đơn vị hành chính cấp xã, gồm 7 phường (1, 2, 3, IV, Hiệp Ninh, Ninh Sơn, Ninh Thạnh) và 3 xã (Bình Minh, Tân Bình, Thạnh Tân).
3. Địa giới hành chính thành phố Tây Ninh: Đông giáp huyện Dương Minh Châu; Tây giáp huyện Châu Thành; Nam giáp huyện Hòa Thành và huyện Châu Thành; Bắc giáp huyện Tân Biên và huyện Tân Châu.
4. Sau khi thành lập phường Ninh Sơn, phường Ninh Thạnh và thành phố Tây Ninh, tỉnh Tây Ninh có 403.261,42 ha diện tích tự nhiên, 1.089.871 nhân khẩu, 09 đơn vị hành chính cấp huyện (gồm: Thành phố Tây Ninh và các huyện: Hòa Thành, Châu Thành, Tân Biên, Tân Châu, Dương Minh Châu, Gò Dầu, Trảng Bàng, Bến Cầu) và 95 đơn vị hành chính cấp xã (80 xã, 7 phường, 8 thị trấn).

### Năm 2020: Nghị quyết số 865/NQ-UBTVQH14
- Nghị quyết số 865/NQ-UBTVQH14[63] ngày 10 tháng 1 năm 2020 của Ủy ban Thường vụ Quốc hội khóa XIV về việc thành lập thị xã Hòa Thành và thị xã Trảng Bàng và thành lập các phường, xã thuộc thị xã Hòa Thành, thị xã Trảng Bàng, tỉnh Tây Ninh:
- Huyện Hòa Thành, thị xã Hòa Thành

1. Thành lập thị xã Hòa Thành trên cơ sở toàn bộ 82,92 km2 diện tích tự nhiên và quy mô dân số quy mô dân số 147.666 người của huyện Hòa Thành, tỉnh Tây Ninh.
  1. Thị xã Hòa Thành giáp các huyện Châu Thành, Dương Minh Châu, Gò Dầu và thành phố Tây Ninh.
2. Thành lập phường Long Hoa trên cơ sở toàn bộ 2,27 km2 diện tích tự nhiên và quy mô dân số 20.727 người của thị trấn Hòa Thành.
  1. Phường Long Hoa giáp các phường Hiệp Tân, Long Thành Bắc, Long Thành Trung và thành phố Tây Ninh;
3. Thành lập phường Hiệp Tân trên cơ sở toàn bộ 6,52 km2 diện tích tự nhiên và quy mô dân số 19.822 người của xã Hiệp Tân.
  1. Phường Hiệp Tân giáp phường Long Hoa, phường Long Thành Trung; huyện Châu Thành và thành phố Tây Ninh;
4. Thành lập phường Long Thành Bắc trên cơ sở toàn bộ 4,97 km2 diện tích tự nhiên và quy mô dân số 18.255 người của xã Long Thành Bắc.
  1. Phường Long Thành Bắc giáp phường Long Hoa, phường Long Thành Trung, xã Trường Hòa, xã Trường Tây; huyện Dương Minh Châu và thành phố Tây Ninh;
5. Thành lập phường Long Thành Trung trên cơ sở toàn bộ 9,66 km2 diện tích tự nhiên và quy mô dân số 20.778 người của xã Long Thành Trung.
  1. Phường Long Thành Trung giáp các phường Hiệp Tân, Long Hoa, Long Thành Bắc, xã Long Thành Nam, xã Trường Tây và huyện Châu Thành.
6. Sau khi thành lập thị xã Hòa Thành và các phường thuộc thị xã Hòa Thành, thị xã Hòa Thành có 08 đơn vị hành chính cấp xã, gồm 04 phường: Hiệp Tân, Long Hoa, Long Thành Bắc, Long Thành Trung và 04 xã: Long Thành Nam, Trường Đông, Trường Hòa, Trường Tây.

- Huyện Trảng Bàng, thị xã Trảng Bàng

1. Thành lập thị xã Trảng Bàng trên cơ sở toàn bộ 340,14 km2 diện tích tự nhiên và quy mô dân số 161.831 người của huyện Trảng Bàng, tỉnh Tây Ninh.
  1. Thị xã Trảng Bàng giáp các huyện Bến Cầu, Dương Minh Châu, Gò Dầu; tỉnh Bình Dương, tỉnh Long An, Thành phố Hồ Chí Minh và Vương quốc Campuchia.
2. Thành lập phường Trảng Bàng trên cơ sở toàn bộ 3,64 km2 diện tích tự nhiên, 14.787 người của thị trấn Trảng Bàng và 3,00 km2 diện tích tự nhiên, 2.964 người của xã Gia Lộc.
  1. Sau khi thành lập, phường Trảng Bàng có 6,64 km2 diện tích tự nhiên và quy mô dân số 17.751 người.
  2. Phường Trảng Bàng giáp các phường An Hòa, An Tịnh và Gia Lộc;
3. Thành lập phường Gia Lộc trên cơ sở toàn bộ 27,25 km2 diện tích tự nhiên và quy mô dân số 17.390 người của xã Gia Lộc sau khi điều chỉnh địa giới đơn vị hành chính.
  1. Phường Gia Lộc giáp các phường An Hòa, An Tịnh, Gia Bình, Lộc Hưng, Trảng Bàng, xã Đôn Thuận; huyện Gò Dầu;
4. Thành lập phường An Hòa trên cơ sở toàn bộ 30,23 km2 diện tích tự nhiên và quy mô dân số 21.106 người của xã An Hòa.
  1. Phường An Hòa giáp các phường An Tịnh, Gia Bình, Gia Lộc, Trảng Bàng, xã Phước Bình, xã Phước Chỉ và tỉnh Long An;
5. Thành lập phường Gia Bình trên cơ sở toàn bộ 12,01 km2 diện tích tự nhiên và quy mô dân số 11.524 người của xã Gia Bình.
  1. Phường Gia Bình giáp phường An Hòa, phường Gia Lộc; huyện Gò Dầu;
6. Thành lập phường An Tịnh trên cơ sở toàn bộ 33,29 km2 diện tích tự nhiên và quy mô dân số 27.291 người của xã An Tịnh.
  1. Phường An Tịnh giáp các phường An Hòa, Gia Lộc, Lộc Hưng, Trảng Bàng; tỉnh Long An và thành phố Hồ Chí Minh;
7. Thành lập phường Lộc Hưng trên cơ sở toàn bộ 45,15 km2 diện tích tự nhiên và quy mô dân số 18.639 người của xã Lộc Hưng.
  1. Phường Lộc Hưng giáp các phường An Tịnh, Gia Lộc, xã Đôn Thuận, xã Hưng Thuận và thành phố Hồ Chí Minh;
8. Thành lập xã Phước Bình trên cơ sở nhập toàn bộ 21,43 km2 diện tích tự nhiên, 10.243 người của xã Bình Thạnh và toàn bộ 13,22 km2 diện tích tự nhiên, 6.011 người của xã Phước Lưu.
  1. Sau khi thành lập, xã Phước Bình có 34,65 km2 diện tích tự nhiên và quy mô dân số 16.254 người.
  2. Xã Phước Bình giáp phường An Hòa, xã Phước Chi; huyện Bến Cầu, huyện Gò Dầu và Vương Quốc Campuchia.
9. Sau khi thành lập thị xã Trảng Bàng và sắp xếp các đơn vị hành chính cấp xã để thành lập các phường, xã thuộc thị xã Trảng Bàng, thị xã Trảng Bàng có 10 đơn vị hành chính cấp xã, gồm 06 phường: An Hòa, An Tịnh, Gia Bình, Gia Lộc, Lộc Hưng, Trảng Bàng và 04 xã: Đôn Thuận, Hưng Thuận, Phước Bình, Phước Chỉ.
10. Tỉnh Tây Ninh có 09 đơn vị hành chính cấp huyện, gồm 06 huyện, 01 thành phố và 02 thị xã; 94 đơn vị hành chính cấp xã, gồm 71 xã, 17 phường, 06 thị trấn.

Các đơn vị hành chính trực thuộc
Danh sách các đơn vị hành chính cấp huyện của Tây Ninh theo địa lý và hành chính bao gồm 6 đề mục liệt kê: đơn vị hành chính cấp huyện, thủ phủ, diện tích, dân số và mật độ dân số được cập nhật từ cuộc điều tra dân số năm 2009, các đơn vị hành chính cấp xã - phường - thị trấn.
Tây Ninh có 95 đơn vị hành chính cấp xã, trong đó có: 17 phường, 6 thị trấn và 71 xã.
| STT | Thể loại hành chính | Tên gọi         | Huyện lỵ        | Diện tích (km²) | Dân số (người) | Mật dộ dân số (người/km²) | Đơn vị hành chính cấp xã - phường - thị trấn |
| --- | ------------------- | --------------- | --------------- | --------------- | -------------- | ------------------------- | --- |
| 1   | Thành phố           | Tây Ninh        |                 | 137,3           | 125.600        | 915                       | 7 phường: 1, 2, 3, 4, Hiệp Ninh, Ninh Sơn, Ninh Thạnh 3 xã: Bình Minh, Tân Bình, Thạnh Tân                                                                                      |
| 2   | Thị xã              | Hòa Thành       |                 | 81,8            | 139.000        | 1.699                     | 4 phường: Hiệp Tân, Long Hoa, Long Thành Bắc, Long Thành Trung 4 xã: Long Thành Nam, Trường Đông, Trường Hòa, Trường Tây                                                        |
| 3   | Thị xã              | Trảng Bàng      |                 | 337,8           | 152.300        | 451                       | 6 phường: An Hòa, An Tịnh, Gia Bình, Gia Lộc, Lộc Hưng, Trảng Bàng 4 xã: Đôn Thuận, Hưng Thuận, Phước Bình, Phước Chỉ                                                           |
| 4   | Huyện               | Bến Cầu         | Bến Cầu         | 233,3           | 62.900         | 270                       | 1 Thị trấn: Bến Cầu 8 xã: An Thạnh, Lợi Thuận, Long Chữ, Long Giang, Long Khánh, Long Phước, Long Thuận, Tiên Thuận                                                             |
| 5   | Huyện               | Châu Thành      | Châu Thành      | 571,3           | 130,100        | 228                       | 1 Thị trấn: Châu Thành 14 xã: An Bình, An Cơ, Biên Giới, Đồng Khởi, Hảo Đước, Hòa Hội, Hòa Thạnh, Long Vĩnh, Ninh Điền, Phước Vinh, Thái Bình, Thanh Điền, Thành Long, Trí Bình |
| 6   | Huyện               | Dương Minh Châu | Dương Minh Châu | 452,8           | 104.300        | 230                       | 1 Thị trấn: Dương Minh Châu 10 xã: Bàu Năng, Bến Củi, Cầu Khởi, Chà Là, Lộc Ninh, Phan, Phước Minh, Phước Ninh, Suối Đá, Truông Mít                                             |
| 7   | Huyện               | Gò Dầu          | Gò Dầu          | 250,5           | 137.000        | 547                       | 1 Thị trấn: Gò Dầu 8 xã: Bàu Đồn, Cẩm Giang, Hiệp Thạnh, Phước Đông, Phước Thạnh, Phước Trạch, Thạnh Đức, Thanh Phước                                                           |
| 8   | Huyện               | Tân Biên        | Tân Biên        | 853,0           | 93.800         | 110                       | 1 Thị trấn: Tân Biên 9 xã: Hòa Hiệp, Mỏ Công, Tân Bình, Tân Lập, Tân Phong, Thạnh Bắc, Thạnh Bình, Thạnh Tây, Trà Vong                                                          |
| 9   | Huyện               | Tân Châu        | Tân Châu        | 1.110,4         | 121.400        | 109                       | 1 Thị trấn: Tân Châu 11 xã: Suối Ngô, Suối Dây, Tân Đông, Tân Hà, Tân Hiệp, Tân Hòa, Tân Hội, Tân Hưng, Tân Phú, Tân Thành, Thạnh Đông                                          |

## Giai đoạn 2025 - nay

### Năm 2025: Nghị quyết số 202/2025/QH15
- Ngày 12 tháng 6 năm 2025, Quốc hội ban hành Nghị quyết số 202/2025/QH15[64] về việc sắp xếp đơn vị hành chính cấp tỉnh (nghị quyết có hiệu lực từ ngày 12 tháng 6 năm 2025). Theo đó, sáp nhập tỉnh Long An vào tỉnh Tây Ninh. Tỉnh lỵ đặt tại thành phố Tân An, tỉnh Long An.

Sau khi sáp nhập, tỉnh Tây Ninh có 8.536,44 km² diện tích tự nhiên và quy mô dân số là 3.254.170 người.

### Năm 2025: Nghị quyết số 203/2025/QH15
Ngày 16 tháng 6 năm 2025, Quốc hội khóa XV ban hành Nghị quyết số 203/2025/QH15 về việc sửa đổi, bổ sung một số điều của Hiến pháp nước Cộng hòa xã hội chủ nghĩa Việt Nam. Theo đó, kết thúc hoạt động của đơn vị hành chính cấp huyện trong cả nước từ ngày 01 tháng 7 năm 2025.

### Năm 2025: Nghị quyết số 1671/NQ-UBTVQH15
- Nghị quyết số 1682/NQ-UBTVQH15[66] ngày 16 tháng 6 năm 2025 của Ủy ban Thường vụ Quốc hội khóa XV về việc sắp xếp các đơn vị hành chính cấp xã của tỉnh Tây Ninh năm 2025:

Tỉnh Tây Ninh:
1. Sắp xếp toàn bộ diện tích tự nhiên, quy mô dân số của các xã Hưng Hà, Hưng Điền B và Hưng Điền thành xã mới có tên gọi là xã Hưng Điền.
2. Sắp xếp toàn bộ diện tích tự nhiên, quy mô dân số của các xã Thạnh Hưng (huyện Tân Hưng), Vĩnh Châu B và Hưng Thạnh thành xã mới có tên gọi là xã Vĩnh Thạnh.
3. Sắp xếp toàn bộ diện tích tự nhiên, quy mô dân số của thị trấn Tân Hưng, xã Vĩnh Thạnh và xã Vĩnh Lợi thành xã mới có tên gọi là xã Tân Hưng.
4. Sắp xếp toàn bộ diện tích tự nhiên, quy mô dân số của các xã Vĩnh Đại, Vĩnh Bửu và Vĩnh Châu A thành xã mới có tên gọi là xã Vĩnh Châu.
5. Sắp xếp toàn bộ diện tích tự nhiên, quy mô dân số của xã Tuyên Bình, xã Tuyên Bình Tây và một phần diện tích tự nhiên, quy mô dân số của các xã Vĩnh Bình, Vĩnh Thuận, Thái Bình Trung thành xã mới có tên gọi là xã Tuyên Bình.
6. Sắp xếp toàn bộ diện tích tự nhiên, quy mô dân số của thị trấn Vĩnh Hưng, một phần diện tích tự nhiên, quy mô dân số các xã Vĩnh Trị, Thái Trị, Khánh Hưng, Thái Bình Trung và phần còn lại của các xã Vĩnh Thuận, Vĩnh Bình sau khi sắp xếp theo quy định tại khoản 5 Điều này thành xã mới có tên gọi là xã Vĩnh Hưng.
7. Sắp xếp toàn bộ diện tích tự nhiên, quy mô dân số của xã Hưng Điền A, phần còn lại của xã Thái Bình Trung sau khi sắp xếp theo quy định tại khoản 5 và khoản 6 Điều này và phần còn lại của các xã Vĩnh Trị, Thái Trị, Khánh Hưng sau khi sắp xếp theo quy định tại khoản 6 Điều này thành xã mới có tên gọi là xã Khánh Hưng.
8. Sắp xếp toàn bộ diện tích tự nhiên, quy mô dân số của xã Thạnh Hưng (thị xã Kiến Tường), xã Tuyên Thạnh và một phần diện tích tự nhiên, quy mô dân số của xã Bắc Hòa thành xã mới có tên gọi là xã Tuyên Thạnh.
9. Sắp xếp toàn bộ diện tích tự nhiên, quy mô dân số của các xã Thạnh Trị, Bình Tân, Bình Hòa Tây và Bình Hiệp thành xã mới có tên gọi là xã Bình Hiệp.
10. Sắp xếp toàn bộ diện tích tự nhiên, quy mô dân số của các xã Bình Thạnh (huyện Mộc Hóa), Bình Hòa Đông và Bình Hòa Trung thành xã mới có tên gọi là xã Bình Hòa.
11. Sắp xếp toàn bộ diện tích tự nhiên, quy mô dân số của xã Tân Thành và xã Tân Lập (huyện Mộc Hóa), thị trấn Bình Phong Thạnh thành xã mới có tên gọi là xã Mộc Hóa.
12. Sắp xếp toàn bộ diện tích tự nhiên, quy mô dân số của xã Hậu Thạnh Đông, xã Hậu Thạnh Tây và phần còn lại của xã Bắc Hòa sau khi sắp xếp theo quy định tại khoản 8 Điều này thành xã mới có tên gọi là xã Hậu Thạnh.
13. Sắp xếp toàn bộ diện tích tự nhiên, quy mô dân số của các xã Tân Lập (huyện Tân Thạnh), Nhơn Hòa và Nhơn Hòa Lập thành xã mới có tên gọi là xã Nhơn Hòa Lập.
14. Sắp xếp toàn bộ diện tích tự nhiên, quy mô dân số của các xã Tân Thành (huyện Tân Thạnh), Tân Ninh và Nhơn Ninh thành xã mới có tên gọi là xã Nhơn Ninh.
15. Sắp xếp toàn bộ diện tích tự nhiên, quy mô dân số của xã Tân Bình và xã Tân Hòa (huyện Tân Thạnh), xã Kiến Bình, thị trấn Tân Thạnh thành xã mới có tên gọi là xã Tân Thạnh.
16. Sắp xếp toàn bộ diện tích tự nhiên, quy mô dân số của các xã Tân Hiệp (huyện Thạnh Hóa), Thuận Bình và Bình Hòa Hưng thành xã mới có tên gọi là xã Bình Thành.
17. Sắp xếp toàn bộ diện tích tự nhiên, quy mô dân số của các xã Thuận Nghĩa Hòa, Thạnh Phú và Thạnh Phước thành xã mới có tên gọi là xã Thạnh Phước.
18. Sắp xếp toàn bộ diện tích tự nhiên, quy mô dân số của thị trấn Thạnh Hóa, xã Thủy Tây và xã Thạnh An thành xã mới có tên gọi là xã Thạnh Hóa.
19. Sắp xếp toàn bộ diện tích tự nhiên, quy mô dân số của các xã Tân Đông (huyện Thạnh Hóa), Thủy Đông và Tân Tây thành xã mới có tên gọi là xã Tân Tây.
20. Sắp xếp toàn bộ diện tích tự nhiên, quy mô dân số của thị trấn Thủ Thừa, một phần diện tích tự nhiên, quy mô dân số của xã Bình Thạnh và xã Tân Thành (huyện Thủ Thừa), xã Nhị Thành thành xã mới có tên gọi là xã Thủ Thừa.
21. Sắp xếp toàn bộ diện tích tự nhiên, quy mô dân số của xã Mỹ Phú và xã Mỹ An thành xã mới có tên gọi là xã Mỹ An.
22. Sắp xếp toàn bộ diện tích tự nhiên, quy mô dân số của các xã Bình An, Mỹ Lạc, Mỹ Thạnh và phần còn lại của xã Tân Thành (huyện Thủ Thừa) sau khi sắp xếp theo quy định tại khoản 20 Điều này thành xã mới có tên gọi là xã Mỹ Thạnh.
23. Sắp xếp toàn bộ diện tích tự nhiên, quy mô dân số của các xã Long Thuận (huyện Thủ Thừa), Long Thạnh và Tân Long thành xã mới có tên gọi là xã Tân Long.
24. Sắp xếp toàn bộ diện tích tự nhiên, quy mô dân số của các xã Mỹ Thạnh Bắc, Mỹ Quý Đông và Mỹ Quý Tây thành xã mới có tên gọi là xã Mỹ Quý.
25. Sắp xếp toàn bộ diện tích tự nhiên, quy mô dân số của thị trấn Đông Thành và các xã Mỹ Thạnh Tây, Mỹ Thạnh Đông, Mỹ Bình thành xã mới có tên gọi là xã Đông Thành.
26. Sắp xếp toàn bộ diện tích tự nhiên, quy mô dân số của của các xã Bình Hòa Bắc, Bình Hòa Nam và Bình Thành thành xã mới có tên gọi là xã Đức Huệ.
27. Sắp xếp toàn bộ diện tích tự nhiên, quy mô dân số của các xã Lộc Giang, An Ninh Đông và An Ninh Tây thành xã mới có tên gọi là xã An Ninh.
28. Sắp xếp toàn bộ diện tích tự nhiên, quy mô dân số của xã Tân Phú (huyện Đức Hòa), xã Hiệp Hòa và thị trấn Hiệp Hòa thành xã mới có tên gọi là xã Hiệp Hòa.
29. Sắp xếp toàn bộ diện tích tự nhiên, quy mô dân số của thị trấn Hậu Nghĩa, xã Đức Lập Thượng và xã Tân Mỹ thành xã mới có tên gọi là xã Hậu Nghĩa.
30. Sắp xếp toàn bộ diện tích tự nhiên, quy mô dân số của các xã Hòa Khánh Tây, Hòa Khánh Nam và Hòa Khánh Đông thành xã mới có tên gọi là xã Hòa Khánh.
31. Sắp xếp toàn bộ diện tích tự nhiên, quy mô dân số của xã Đức Lập Hạ, xã Mỹ Hạnh Bắc và một phần diện tích tự nhiên, quy mô dân số của xã Đức Hòa Thượng thành xã mới có tên gọi là xã Đức Lập.
32. Sắp xếp toàn bộ diện tích tự nhiên, quy mô dân số của xã Đức Hòa Đông, xã Mỹ Hạnh Nam và phần còn lại của xã Đức Hòa Thượng sau khi sắp xếp theo quy định tại khoản 31 Điều này thành xã mới có tên gọi là xã Mỹ Hạnh.
33. Sắp xếp toàn bộ diện tích tự nhiên, quy mô dân số của thị trấn Đức Hòa, xã Hựu Thạnh và xã Đức Hòa Hạ thành xã mới có tên gọi là xã Đức Hòa.
34. Sắp xếp toàn bộ diện tích tự nhiên, quy mô dân số của các xã Thạnh Hòa, Lương Bình và Thạnh Lợi thành xã mới có tên gọi là xã Thạnh Lợi.
35. Sắp xếp toàn bộ diện tích tự nhiên, quy mô dân số của các xã Thạnh Đức (huyện Bến Lức), Nhựt Chánh và Bình Đức thành xã mới có tên gọi là xã Bình Đức.
36. Sắp xếp toàn bộ diện tích tự nhiên, quy mô dân số của xã Tân Bửu và xã Lương Hòa thành xã mới có tên gọi là xã Lương Hòa.
37. Sắp xếp toàn bộ diện tích tự nhiên, quy mô dân số của xã An Thạnh (huyện Bến Lức), xã Thanh Phú và thị trấn Bến Lức thành xã mới có tên gọi là xã Bến Lức.
38. Sắp xếp toàn bộ diện tích tự nhiên, quy mô dân số của các xã Long Hiệp, Phước Lợi và Mỹ Yên thành xã mới có tên gọi là xã Mỹ Yên.
39. Sắp xếp toàn bộ diện tích tự nhiên, quy mô dân số của các xã Long Định, Phước Vân và Long Cang thành xã mới có tên gọi là xã Long Cang.
40. Sắp xếp toàn bộ diện tích tự nhiên, quy mô dân số của các xã Long Trạch, Long Khê và Long Hòa thành xã mới có tên gọi là xã Rạch Kiến.
41. Sắp xếp toàn bộ diện tích tự nhiên, quy mô dân số của các xã Tân Trạch, Long Sơn và Mỹ Lệ thành xã mới có tên gọi là xã Mỹ Lệ.
42. Sắp xếp toàn bộ diện tích tự nhiên, quy mô dân số của xã Phước Đông (huyện Cần Đước) và xã Tân Lân thành xã mới có tên gọi là xã Tân Lân.
43. Sắp xếp toàn bộ diện tích tự nhiên, quy mô dân số của thị trấn Cần Đước và các xã Phước Tuy, Tân Ân, Tân Chánh thành xã mới có tên gọi là xã Cần Đước.
44. Sắp xếp toàn bộ diện tích tự nhiên, quy mô dân số của xã Long Hựu Đông và xã Long Hựu Tây thành xã mới có tên gọi là xã Long Hựu.
45. Sắp xếp toàn bộ diện tích tự nhiên, quy mô dân số của các xã Long Thượng, Phước Hậu và Phước Lý thành xã mới có tên gọi là xã Phước Lý.
46. Sắp xếp toàn bộ diện tích tự nhiên, quy mô dân số của các xã Phước Lâm, Thuận Thành và Mỹ Lộc thành xã mới có tên gọi là xã Mỹ Lộc.
47. Sắp xếp toàn bộ diện tích tự nhiên, quy mô dân số của thị trấn Cần Giuộc, xã Phước Lại và xã Long Hậu thành xã mới có tên gọi là xã Cần Giuộc.
48. Sắp xếp toàn bộ diện tích tự nhiên, quy mô dân số của các xã Long An, Long Phụng và Phước Vĩnh Tây thành xã mới có tên gọi là xã Phước Vĩnh Tây.
49. Sắp xếp toàn bộ diện tích tự nhiên, quy mô dân số của các xã Đông Thạnh, Phước Vĩnh Đông và Tân Tập thành xã mới có tên gọi là xã Tân Tập.
50. Sắp xếp toàn bộ diện tích tự nhiên, quy mô dân số của các xã Tân Phước Tây, Nhựt Ninh và Đức Tân thành xã mới có tên gọi là xã Vàm Cỏ.
51. Sắp xếp toàn bộ diện tích tự nhiên, quy mô dân số của thị trấn Tân Trụ và các xã Bình Trinh Đông, Bình Lãng, Bình Tịnh thành xã mới có tên gọi là xã Tân Trụ.
52. Sắp xếp toàn bộ diện tích tự nhiên, quy mô dân số của các xã Tân Bình (huyện Tân Trụ), Quê Mỹ Thạnh, Lạc Tấn và phần còn lại của xã Nhị Thành sau khi sắp xếp theo quy định tại khoản 20 Điều này thành xã mới có tên gọi là xã Nhựt Tảo.
53. Sắp xếp toàn bộ diện tích tự nhiên, quy mô dân số của các xã Thanh Phú Long, Thanh Vĩnh Đông và Thuận Mỹ thành xã mới có tên gọi là xã Thuận Mỹ.
54. Sắp xếp toàn bộ diện tích tự nhiên, quy mô dân số của các xã Dương Xuân Hội, Long Trì và An Lục Long thành xã mới có tên gọi là xã An Lục Long.
55. Sắp xếp toàn bộ diện tích tự nhiên, quy mô dân số của thị trấn Tầm Vu và các xã Hiệp Thạnh (huyện Châu Thành), Phú Ngãi Trị, Phước Tân Hưng thành xã mới có tên gọi là xã Tầm Vu.
56. Sắp xếp toàn bộ diện tích tự nhiên, quy mô dân số của các xã Hòa Phú, Bình Quới và Vĩnh Công thành xã mới có tên gọi là xã Vĩnh Công.
57. Sắp xếp toàn bộ diện tích tự nhiên, quy mô dân số của xã Phước Bình và xã Phước Chỉ thành xã mới có tên gọi là xã Phước Chỉ.
58. Sắp xếp toàn bộ diện tích tự nhiên, quy mô dân số của xã Đôn Thuận và xã Hưng Thuận thành xã mới có tên gọi là xã Hưng Thuận.
59. Sắp xếp toàn bộ diện tích tự nhiên, quy mô dân số của xã Thạnh Đức (huyện Gò Dầu) và xã Cẩm Giang thành xã mới có tên gọi là xã Thạnh Đức.
60. Sắp xếp toàn bộ diện tích tự nhiên, quy mô dân số của các xã Hiệp Thạnh (huyện Gò Dầu), Phước Trạch và Phước Thạnh thành xã mới có tên gọi là xã Phước Thạnh.
61. Sắp xếp toàn bộ diện tích tự nhiên, quy mô dân số của xã Bàu Đồn và xã Truông Mít thành xã mới có tên gọi là xã Truông Mít.
62. Sắp xếp toàn bộ diện tích tự nhiên, quy mô dân số của xã Bến Củi, xã Lộc Ninh và một phần diện tích tự nhiên, quy mô dân số của xã Phước Minh thành xã mới có tên gọi là xã Lộc Ninh.
63. Sắp xếp toàn bộ diện tích tự nhiên, quy mô dân số của xã Phước Ninh, xã Cầu Khởi và một phần diện tích tự nhiên, quy mô dân số của xã Chà Là thành xã mới có tên gọi là xã Cầu Khởi.
64. Sắp xếp toàn bộ diện tích tự nhiên, quy mô dân số của thị trấn Dương Minh Châu, một phần diện tích tự nhiên, quy mô dân số của xã Phan, xã Suối Đá và phần còn lại của xã Phước Minh sau khi sắp xếp theo quy định tại khoản 62 Điều này thành xã mới có tên gọi là xã Dương Minh Châu.
65. Sắp xếp toàn bộ diện tích tự nhiên, quy mô dân số của xã Tân Đông (huyện Tân Châu) và xã Tân Hà thành xã mới có tên gọi là xã Tân Đông.
66. Sắp xếp toàn bộ diện tích tự nhiên, quy mô dân số của thị trấn Tân Châu, xã Thạnh Đông và một phần diện tích tự nhiên, quy mô dân số của xã Tân Phú (huyện Tân Châu), xã Suối Dây thành xã mới có tên gọi là xã Tân Châu.
67. Sắp xếp toàn bộ diện tích tự nhiên, quy mô dân số của xã Tân Hưng và một phần diện tích tự nhiên, quy mô dân số của các xã Mỏ Công, Trà Vong, Tân Phong và phần còn lại của xã Tân Phú (huyện Tân Châu) sau khi sắp xếp theo quy định tại khoản 66 Điều này thành xã mới có tên gọi là xã Tân Phú.
68. Sắp xếp toàn bộ diện tích tự nhiên, quy mô dân số của xã Tân Hiệp (huyện Tân Châu) và xã Tân Hội thành xã mới có tên gọi là xã Tân Hội.
69. Sắp xếp toàn bộ diện tích tự nhiên, quy mô dân số của xã Tân Thành (huyện Tân Châu) và phần còn lại của xã Suối Dây sau khi sắp xếp theo quy định tại khoản 66 Điều này thành xã mới có tên gọi là xã Tân Thành.
70. Sắp xếp toàn bộ diện tích tự nhiên, quy mô dân số của xã Tân Hòa (huyện Tân Châu) và xã Suối Ngô thành xã mới có tên gọi là xã Tân Hòa.
71. Sắp xếp toàn bộ diện tích tự nhiên, quy mô dân số của xã Tân Lập (huyện Tân Biên) và xã Thạnh Bắc thành xã mới có tên gọi là xã Tân Lập.
72. Sắp xếp toàn bộ diện tích tự nhiên, quy mô dân số của xã Tân Bình (huyện Tân Biên), xã Thạnh Tây và thị trấn Tân Biên thành xã mới có tên gọi là xã Tân Biên.
73. Sắp xếp toàn bộ diện tích tự nhiên, quy mô dân số của xã Thạnh Bình và phần còn lại của xã Tân Phong sau khi sắp xếp theo quy định tại khoản 67 Điều này thành xã mới có tên gọi là xã Thạnh Bình.
74. Sắp xếp phần còn lại của xã Mỏ Công và xã Trà Vong sau khi sắp xếp theo quy định tại khoản 67 Điều này thành xã mới có tên gọi là xã Trà Vong.
75. Sắp xếp toàn bộ diện tích tự nhiên, quy mô dân số của xã Hòa Hiệp và xã Phước Vinh thành xã mới có tên gọi là xã Phước Vinh.
76. Sắp xếp toàn bộ diện tích tự nhiên, quy mô dân số của các xã Biên Giới, Hòa Thạnh và Hòa Hội thành xã mới có tên gọi là xã Hòa Hội.
77. Sắp xếp toàn bộ diện tích tự nhiên, quy mô dân số của xã Thành Long và xã Ninh Điền thành xã mới có tên gọi là xã Ninh Điền.
78. Sắp xếp toàn bộ diện tích tự nhiên, quy mô dân số của thị trấn Châu Thành, xã Đồng Khởi, xã An Bình và một phần diện tích tự nhiên, quy mô dân số của xã Thái Bình thành xã mới có tên gọi là xã Châu Thành.
79. Sắp xếp toàn bộ diện tích tự nhiên, quy mô dân số của các xã An Cơ, Trí Bình và Hảo Đước thành xã mới có tên gọi là xã Hảo Đước.
80. Sắp xếp toàn bộ diện tích tự nhiên, quy mô dân số của các xã Long Vĩnh, Long Phước và Long Chữ thành xã mới có tên gọi là xã Long Chữ.
81. Sắp xếp toàn bộ diện tích tự nhiên, quy mô dân số của các xã Long Thuận (huyện Bến Cầu), Long Giang và Long Khánh thành xã mới có tên gọi là xã Long Thuận.
82. Sắp xếp toàn bộ diện tích tự nhiên, quy mô dân số của thị trấn Bến Cầu và các xã An Thạnh (huyện Bến Cầu), Tiên Thuận, Lợi Thuận thành xã mới có tên gọi là xã Bến Cầu.
83. Sắp xếp toàn bộ diện tích tự nhiên, quy mô dân số của Phường 1, Phường 2 và Phường 3 (thị xã Kiến Tường) thành phường mới có tên gọi là phường Kiến Tường.
84. Sắp xếp toàn bộ diện tích tự nhiên, quy mô dân số của Phường 1 và Phường 3 (thành phố Tân An), Phường 4, Phường 5, Phường 6, xã Hướng Thọ Phú, phần còn lại của xã Bình Thạnh (huyện Thủ Thừa) sau khi sắp xếp theo quy định tại khoản 20 Điều này thành phường mới có tên gọi là phường Long An.
85. Sắp xếp toàn bộ diện tích tự nhiên, quy mô dân số của Phường 7 và các xã Bình Tâm, Nhơn Thạnh Trung, An Vĩnh Ngãi thành phường mới có tên gọi là phường Tân An.
86. Sắp xếp toàn bộ diện tích tự nhiên, quy mô dân số của phường Tân Khánh, phường Khánh Hậu và xã Lợi Bình Nhơn thành phường mới có tên gọi là phường Khánh Hậu.
87. Sắp xếp toàn bộ diện tích tự nhiên, quy mô dân số của Phường 1, Phường 2 và Phường 3 (thành phố Tây Ninh), Phường IV, phường Hiệp Ninh, phần còn lại của xã Thái Bình sau khi sắp xếp theo quy định tại khoản 78 Điều này thành phường mới có tên gọi là phường Tân Ninh.
88. Sắp xếp toàn bộ diện tích tự nhiên, quy mô dân số của phường Ninh Sơn, các xã Tân Bình (thành phố Tây Ninh), Bình Minh, Thạnh Tân và phần còn lại của xã Suối Đá, xã Phan sau khi sắp xếp theo quy định tại khoản 64 Điều này thành phường mới có tên gọi là phường Bình Minh.
89. Sắp xếp toàn bộ diện tích tự nhiên, quy mô dân số của phường Ninh Thạnh, xã Bàu Năng và phần còn lại của xã Chà Là sau khi sắp xếp theo quy định tại khoản 63 Điều này thành phường mới có tên gọi là phường Ninh Thạnh.
90. Sắp xếp toàn bộ diện tích tự nhiên, quy mô dân số của phường Long Thành Bắc, phường Long Hoa và các xã Trường Hòa, Trường Tây, Trường Đông thành phường mới có tên gọi là phường Long Hoa.
91. Sắp xếp toàn bộ diện tích tự nhiên, quy mô dân số phường Long Thành Trung và xã Long Thành Nam thành phường mới có tên gọi là phường Hòa Thành.
92. Sắp xếp toàn bộ diện tích tự nhiên, quy mô dân số của phường Hiệp Tân và xã Thanh Điền thành phường mới có tên gọi là phường Thanh Điền.
93. Sắp xếp toàn bộ diện tích tự nhiên, quy mô dân số của phường An Hòa và phường Trảng Bàng thành phường mới có tên gọi là phường Trảng Bàng.
94. Sắp xếp toàn bộ diện tích tự nhiên, quy mô dân số của phường Lộc Hưng và phường An Tịnh thành phường mới có tên gọi là phường An Tịnh.
95. Sắp xếp toàn bộ diện tích tự nhiên, quy mô dân số của phường Gia Bình, thị trấn Gò Dầu và xã Thanh Phước thành phường mới có tên gọi là phường Gò Dầu.
96. Sắp xếp toàn bộ diện tích tự nhiên, quy mô dân số của xã Phước Đông (huyện Gò Dầu) và phường Gia Lộc thành phường mới có tên gọi là phường Gia Lộc.
97. Sau khi sắp xếp, tỉnh Tây Ninh có 96 đơn vị hành chính cấp xã, gồm 82 xã và 14 phường.